# Théodule Ribot (peintre)
Pour les articles homonymes, voir Ribot.
Ne doit pas être confondu avec Théodule-Armand Ribot.
Théodule Ribot, né à Saint-Nicolas-d'Attez le 8 août 1823 et mort à Colombes le 11 septembre 1891, est un peintre, aquafortiste et aquarelliste français, rattaché au mouvement du réalisme.

## Biographie
Fils d’un ingénieur civil, Augustin Théodule Ribot doit se livrer d’abord aux travaux géométriques et au dessin linéaire. Se destinant à la carrière artistique, il était entré à l’école des arts et métiers de Châlons, lorsque la mort de son père, en 1840, le force à demander des ressources à l’industrie. Ayant trouvé, pour assurer la subsistance de sa mère et ses sœurs, du travail chez un décorateur de stores, il peint des bordures pour un fabricant de glace. Il se marie tôt et se rend à Paris en 1845, où il est employé comme commis d’atelier tout en étudiant dans l’atelier du peintre Auguste-Barthélemy Glaize.
Après un séjour de trois ans en Algérie pour surveiller et diriger des constructions, il revient à Paris en 1851 et subsiste en exécutant un grand nombre de dessins pour des industriels et des copies d’Antoine Watteau destinés aux États-Unis le jour, et en peignant pour lui-même la nuit.
Il débute au Salon de 1861 avec six toiles d’intérieur de cuisine et de basse-cour qui le font connaître du grand public.
Il obtient une médaille de 3e classe aux Salons de 1864 et de 1865, ainsi qu'une médaille de 3e classe à l’Exposition universelle de 1878. Il emménage à cette époque à Colombes, mais tombe malade et abandonne peu à peu la peinture.
En 1871, il s'installe à Colombes où il peint la majeure partie de son œuvre. Très honoré à son époque, il vit replié sur lui-même, reçoit peu, mais est reconnu et sollicité par ses contemporains.
En 1884, alors qu’il est affaibli, ses amis Henri Fantin-Latour, Eugène Boudin, Jules Bastien-Lepage, Pierre Puvis de Chavannes, Auguste Rodin et Claude Monet donnent un banquet en son honneur et lui offrent une médaille gravée de l’inscription : « À Théodule Ribot, artiste indépendant ».
Nommé chevalier de la Légion d'honneur en 1878, il est promu officier du même ordre en 1887.
Il est le père du peintre Germain-Théodore Ribot (1845-1893) et de Louise-Aimée Ribot. Il est également l'oncle de la comédienne Berthe Legrand (née Berthe-Eugénie Ribot, 1850-1913).
Il est inhumé à Paris au cimetière du Montparnasse (29e division).

## Distinctions
- Officier de la Légion d'honneur (1887)

## Œuvre

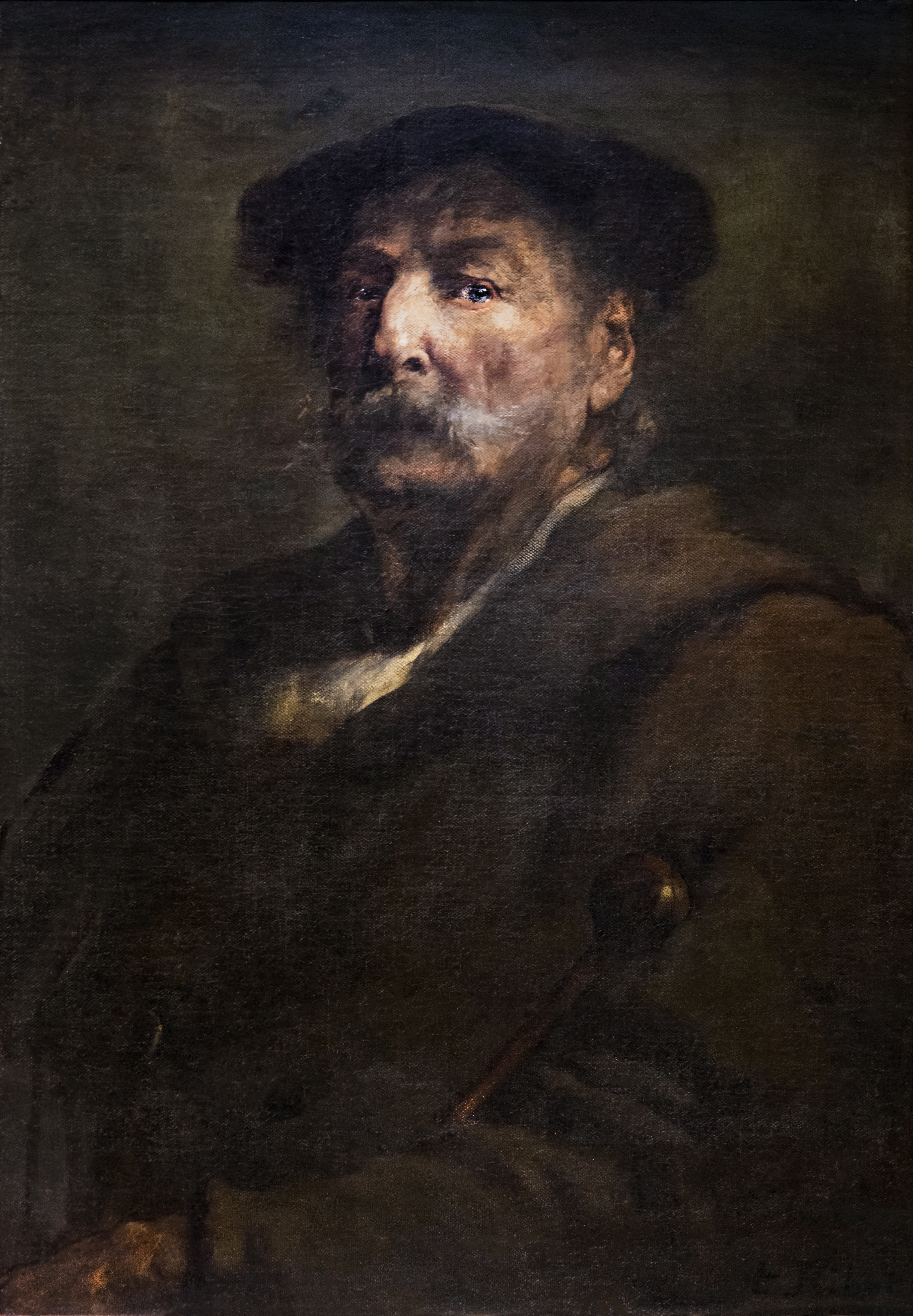
Autoportrait, entre 1887 et 1890, Colombes, musée municipal d'Art et d'Histoire.

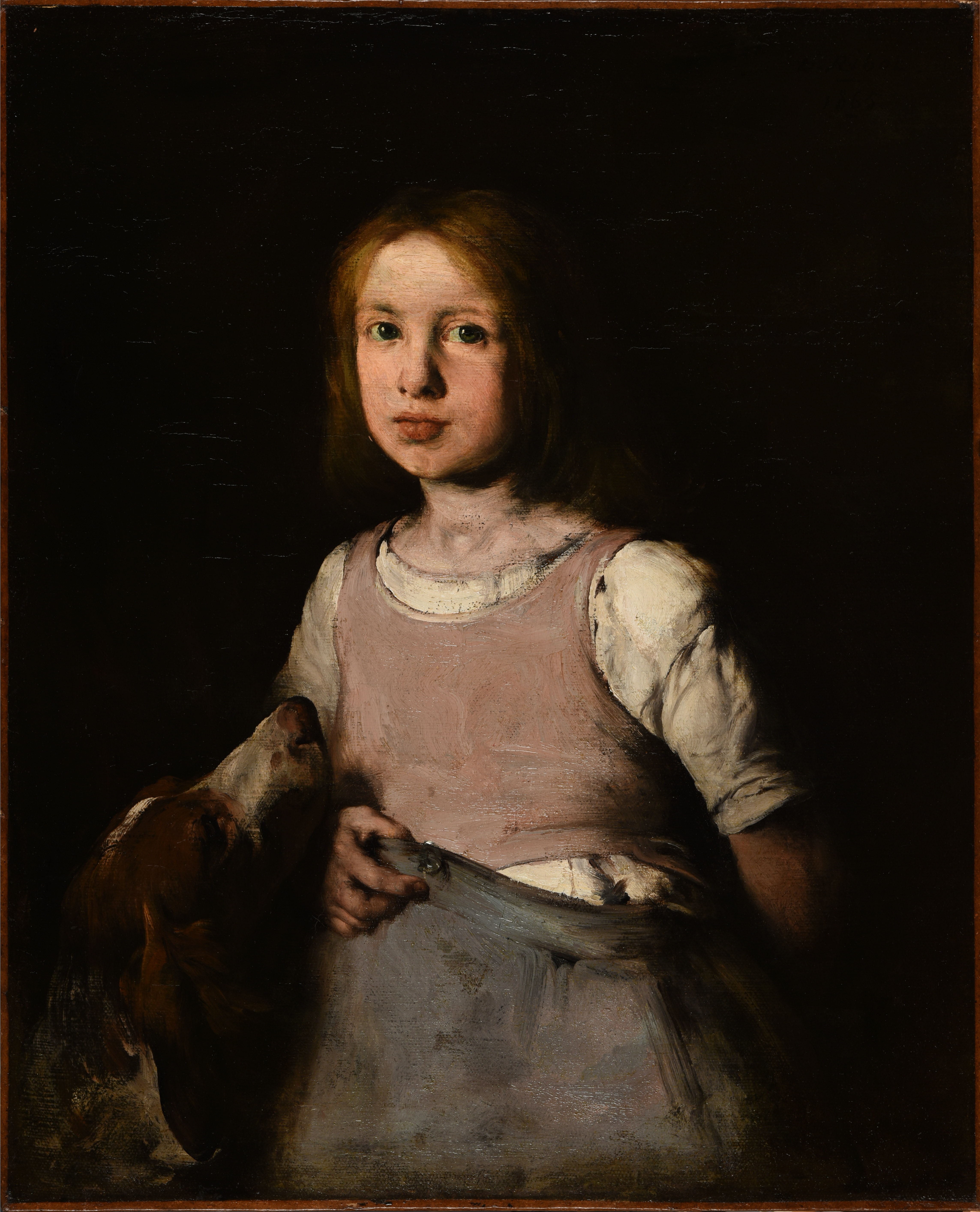
La Jeune Fille au chien, 1865, musée des Beaux-Arts de Reims.

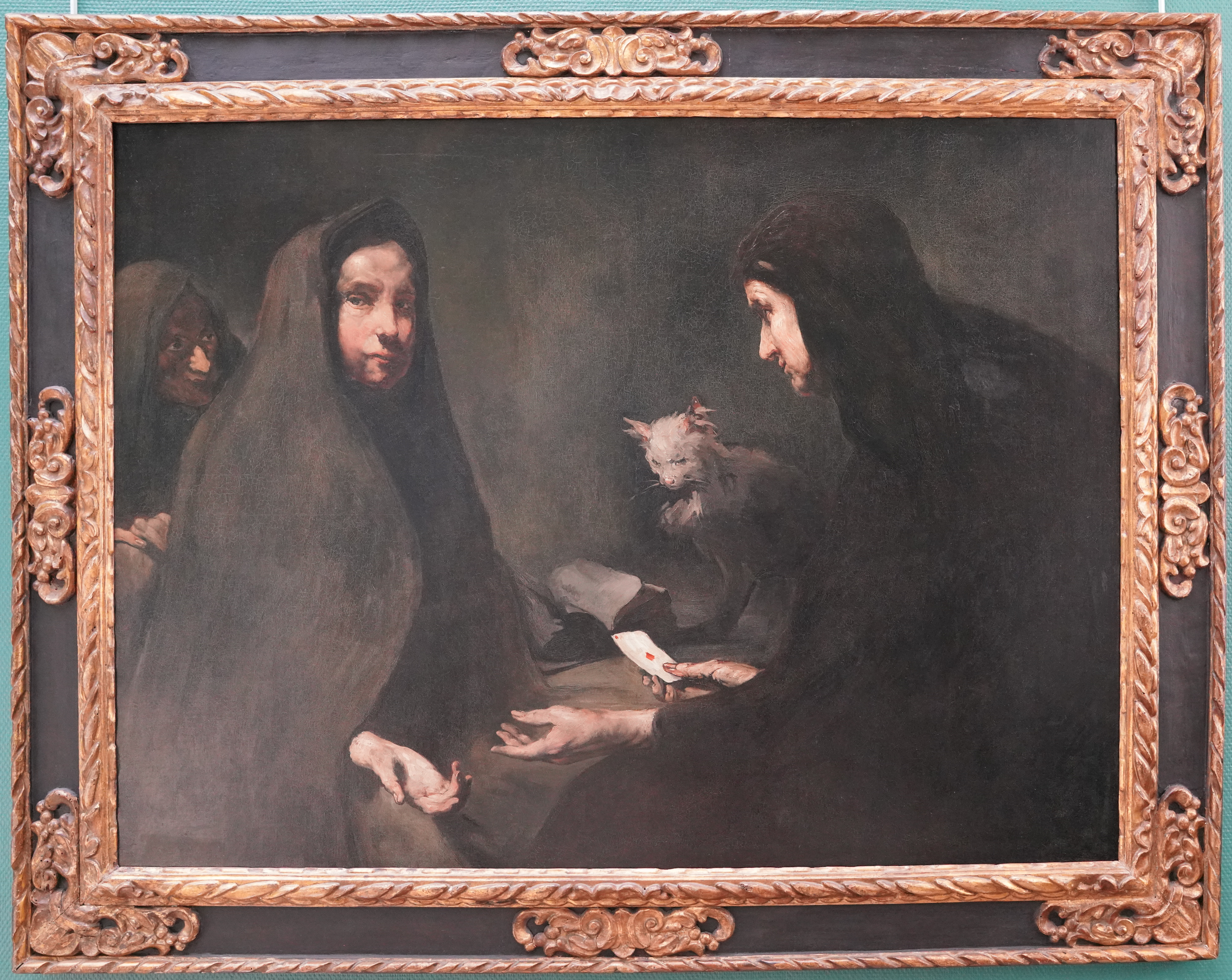
Tireuse de cartes, Colombes, musée municipal d'Art et d'Histoire.

Théodule Ribot, qui a aussi traité avec succès l’eau-forte et l’aquarelle, a peint des scènes historiques, des compositions religieuses, des natures mortes, des portraits et des scènes de genre. Il est l’ami d’Henri Fantin-Latour et de François Bonvin.
Le parallèle entre Théodule Ribot et José de Ribera, son illustre prédécesseur espagnol du XVIIe siècle, a très tôt été mis en chanson. Chaque nouvelle exposition justifiait la comparaison et disait un peu plus la dette du cadet envers son aîné puisque, aussi bien, les sujets que l'ensemble des couleurs utilisées permettaient ce rapprochement.
Les œuvres de Théodule Ribot sont conservées au Rijksmuseum d’Amsterdam, au musée des Beaux-Arts d'Arras, à  Boston, à Budapest, à Chicago, à Dresde, à Grenoble, au Musée cantonal des beaux-arts de Lausanne, à Lille, à Paris au musée du Louvre, à Philadelphie, à San Francisco et Vienne.

### Œuvres dans les collections publiques

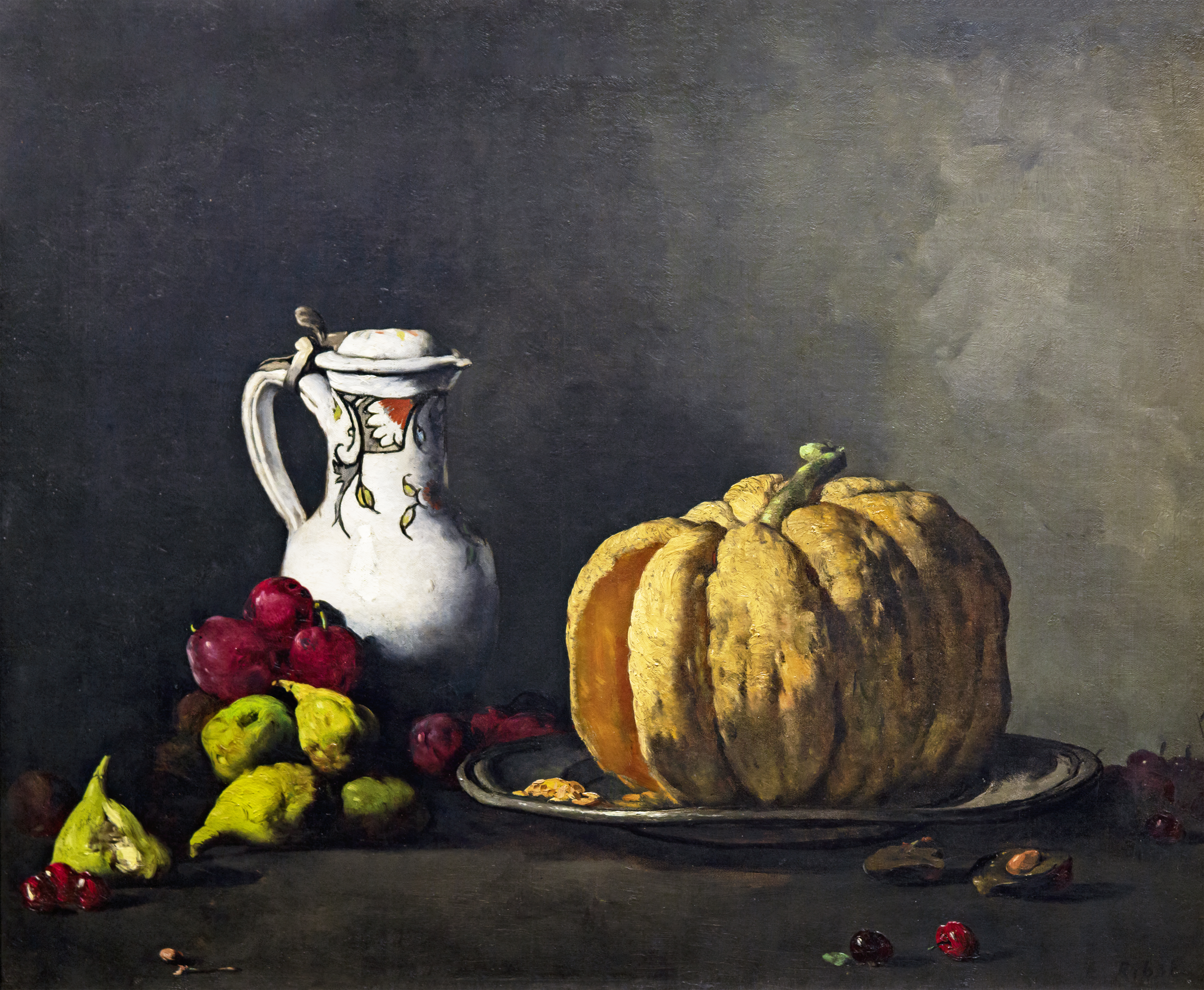
Nature morte aux citrouille, prunes, cerises et figues avec jarre, vers 1860, musée des Beaux-Arts de Bilbao.
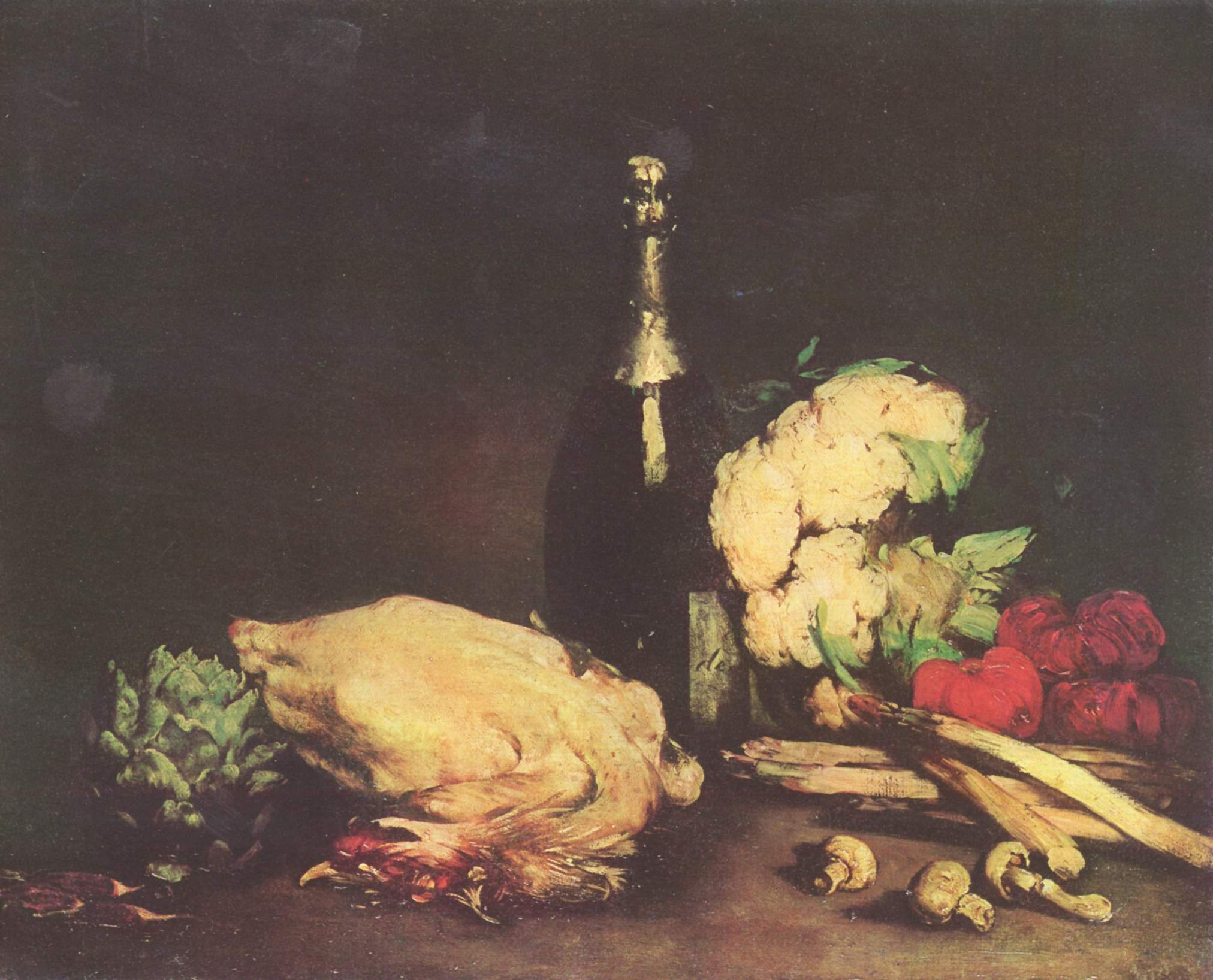
Nature morte, vers 1865, musée des Beaux-Arts de Budapest.
Un gigot, Amiens, musée de Picardie.
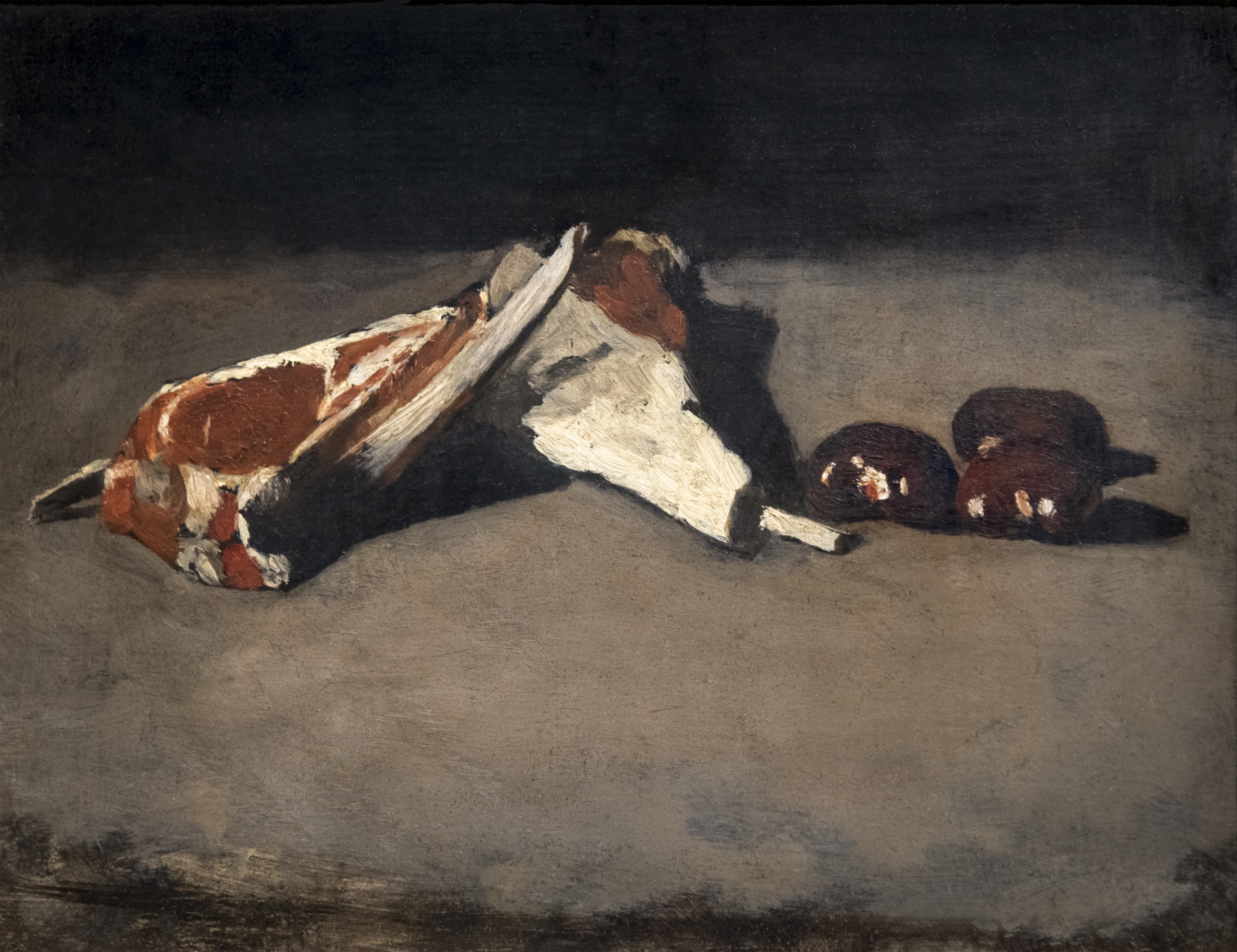
Côtelettes et rognons, Beauvais, MUDO - Musée de l'Oise.
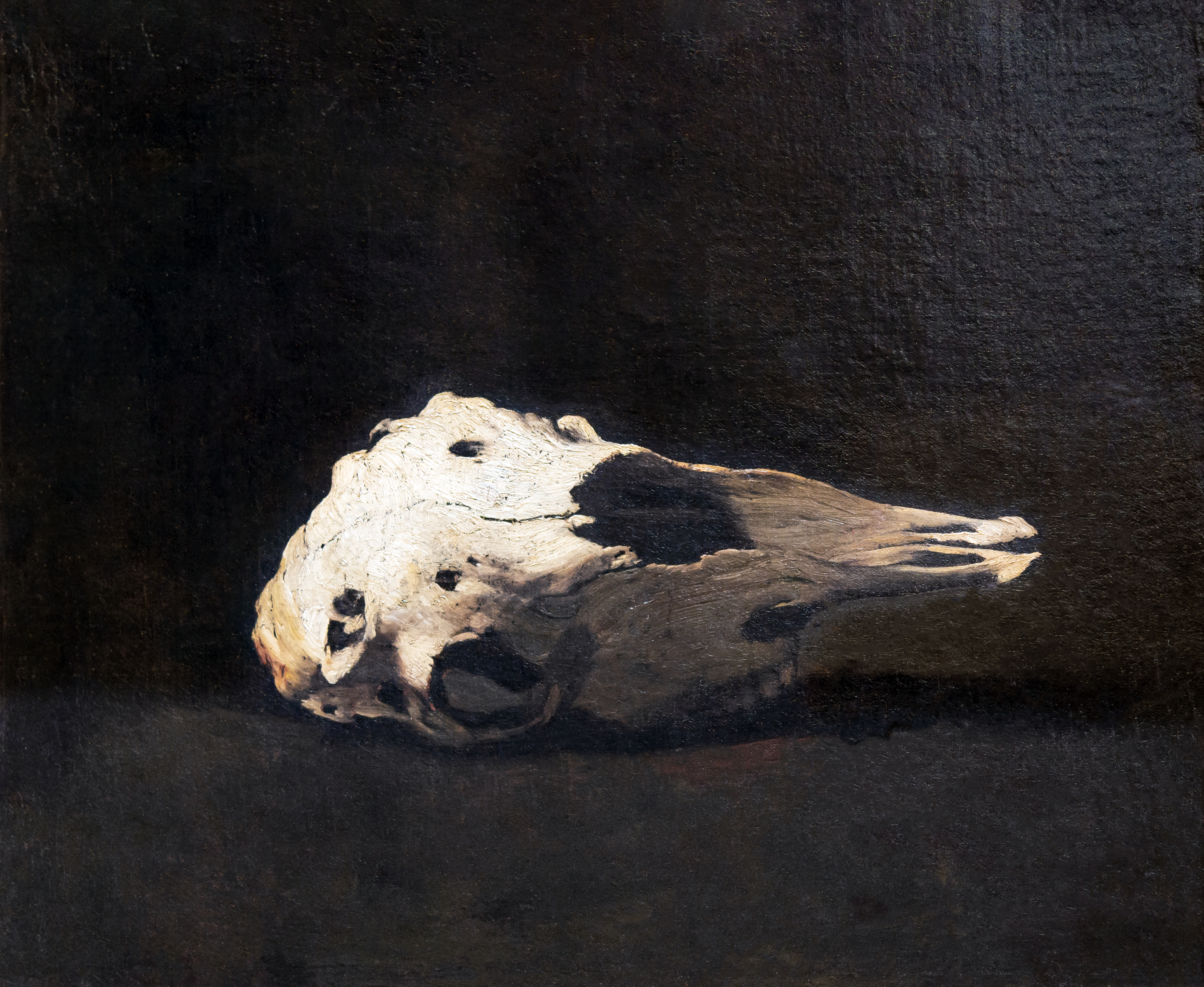
Crâne de mouton, Beauvais, MUDO - Musée de l'Oise.
Nature morte à la volaille plumée, Caen, musée des Beaux-Arts.
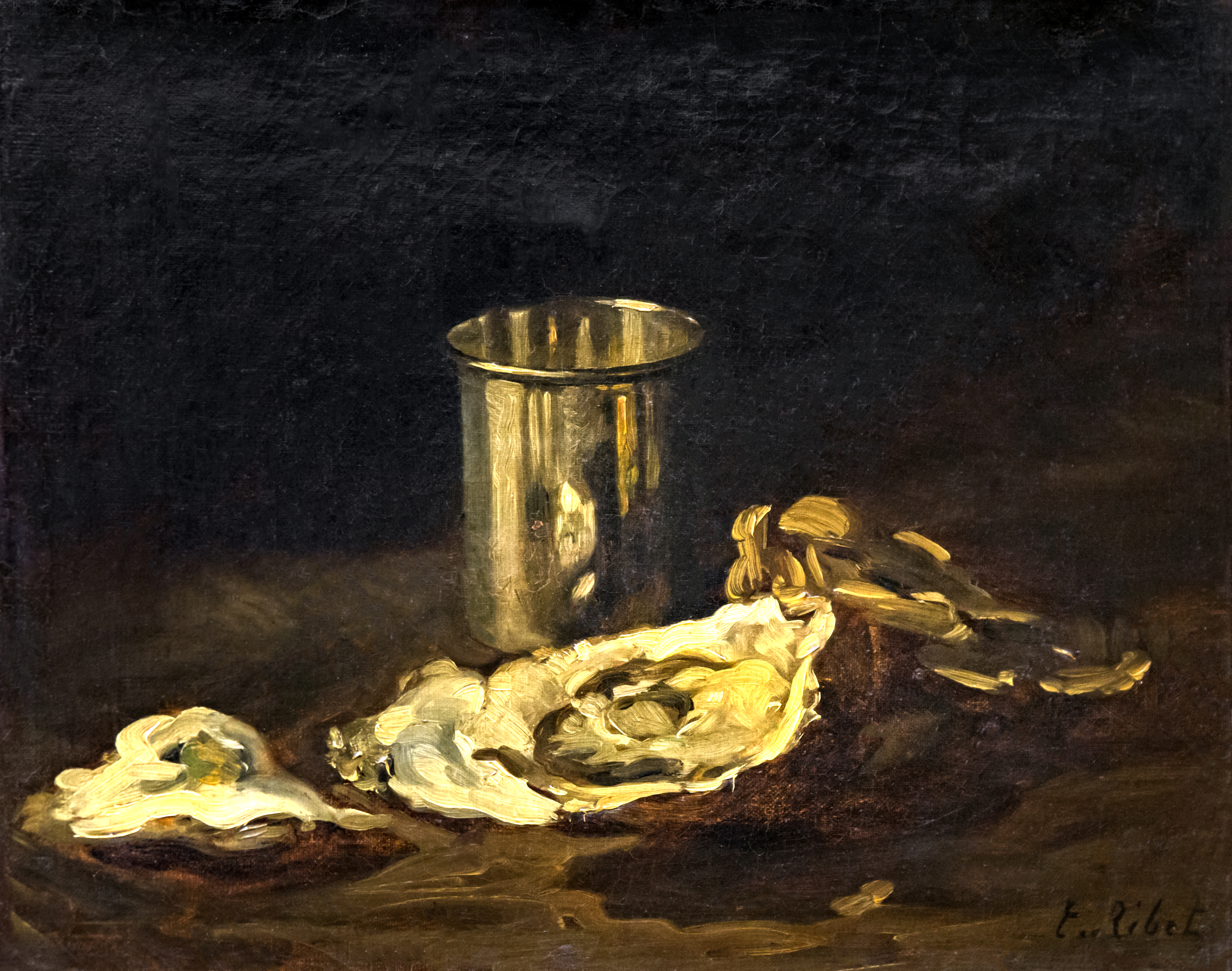
Huître et timbale, Deauville, Les Franciscaines.
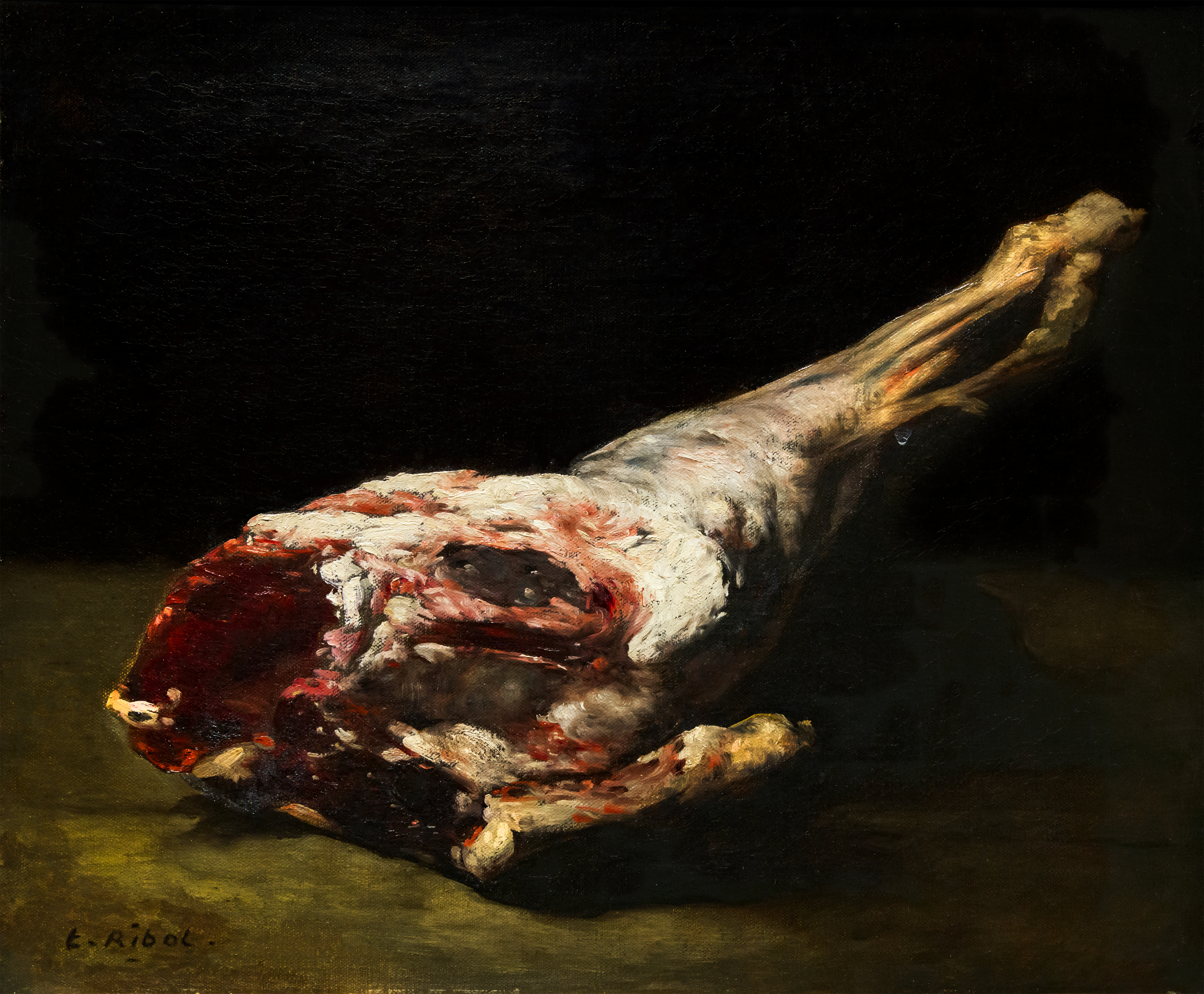
Un gigot, Paris, musée d'Orsay.
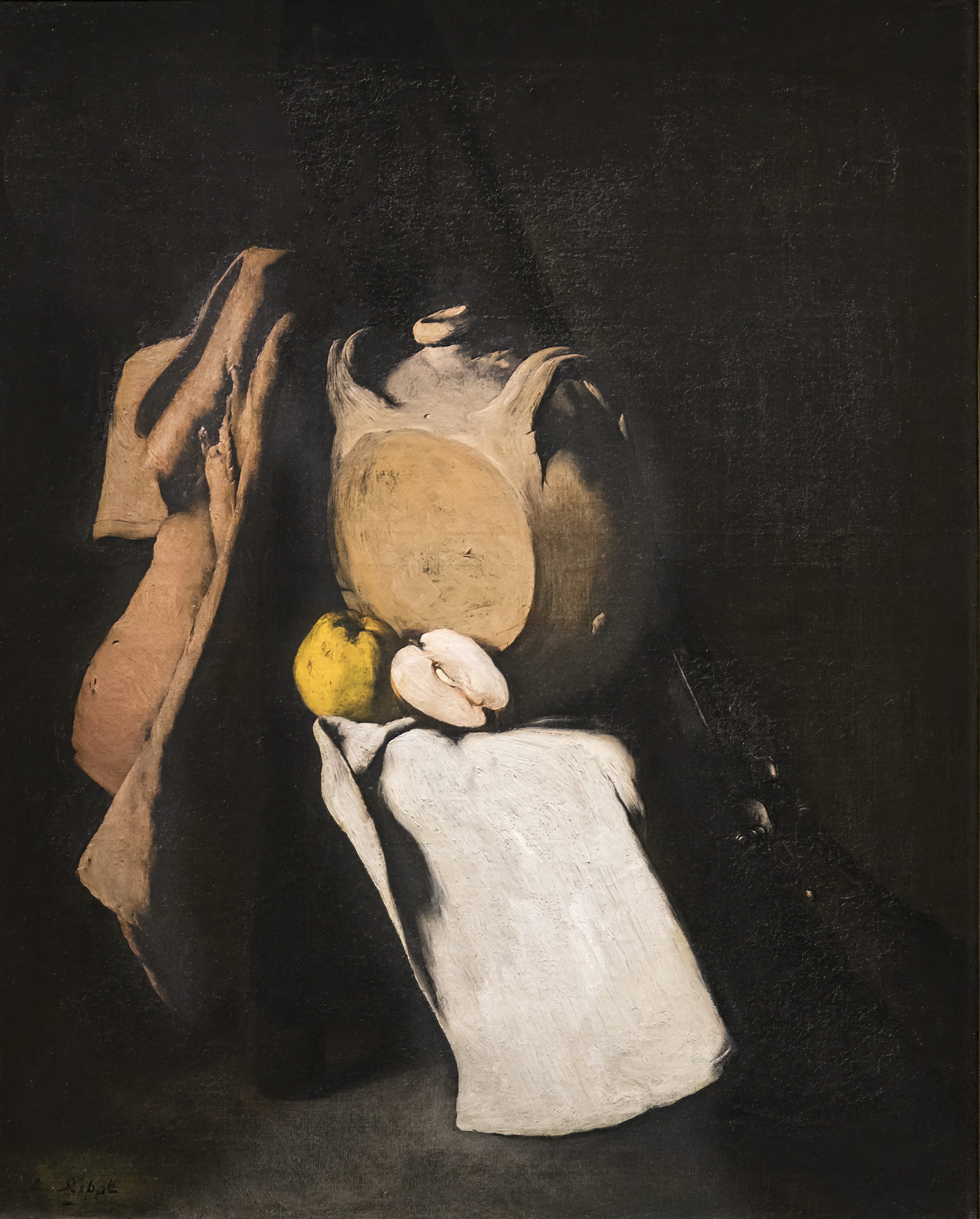
Nature morte (La Gibecière), Paris, musée Rodin.
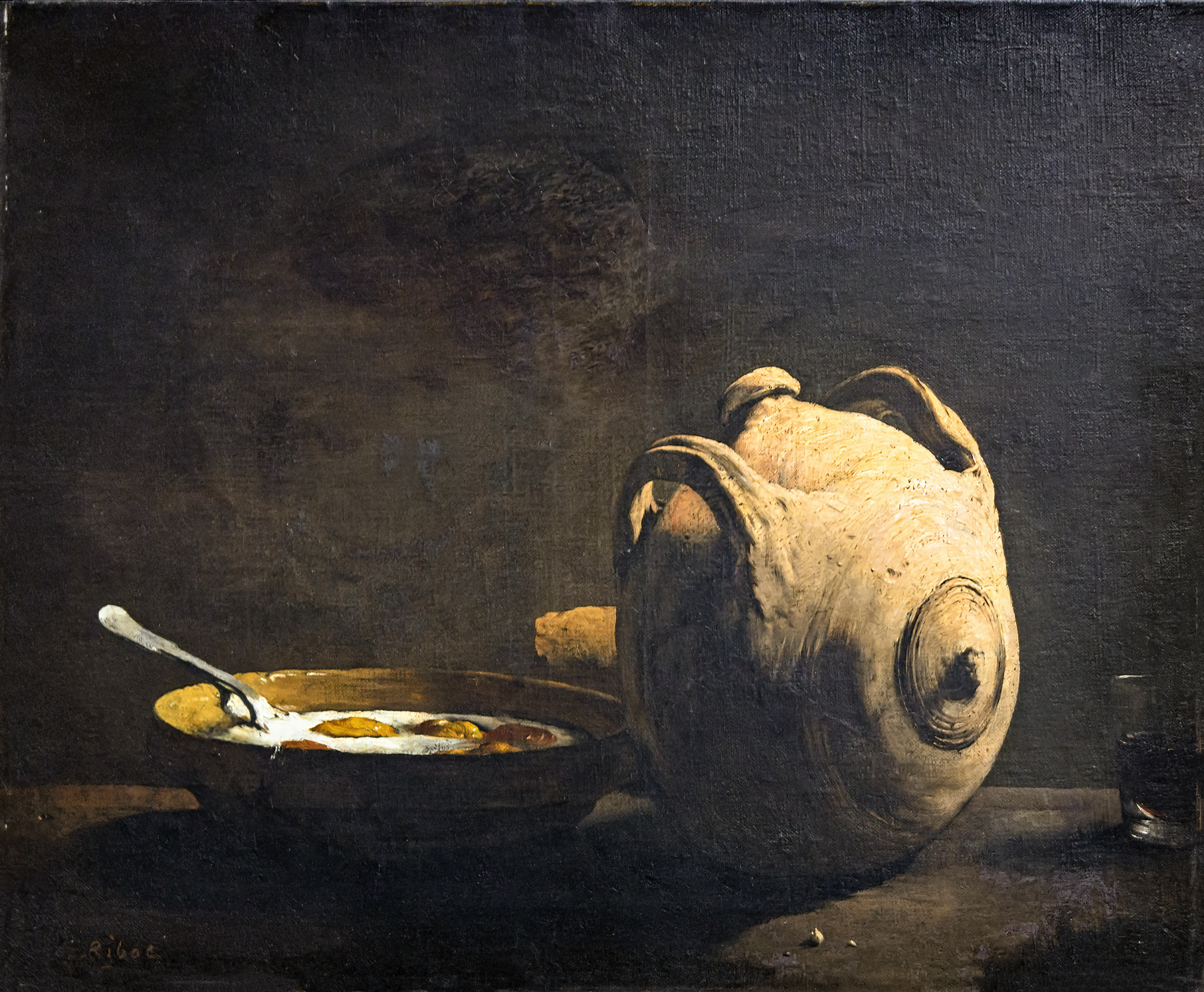
Nature morte aux œufs sur le plat, musée d'Art et d'Archéologie de Senlis.
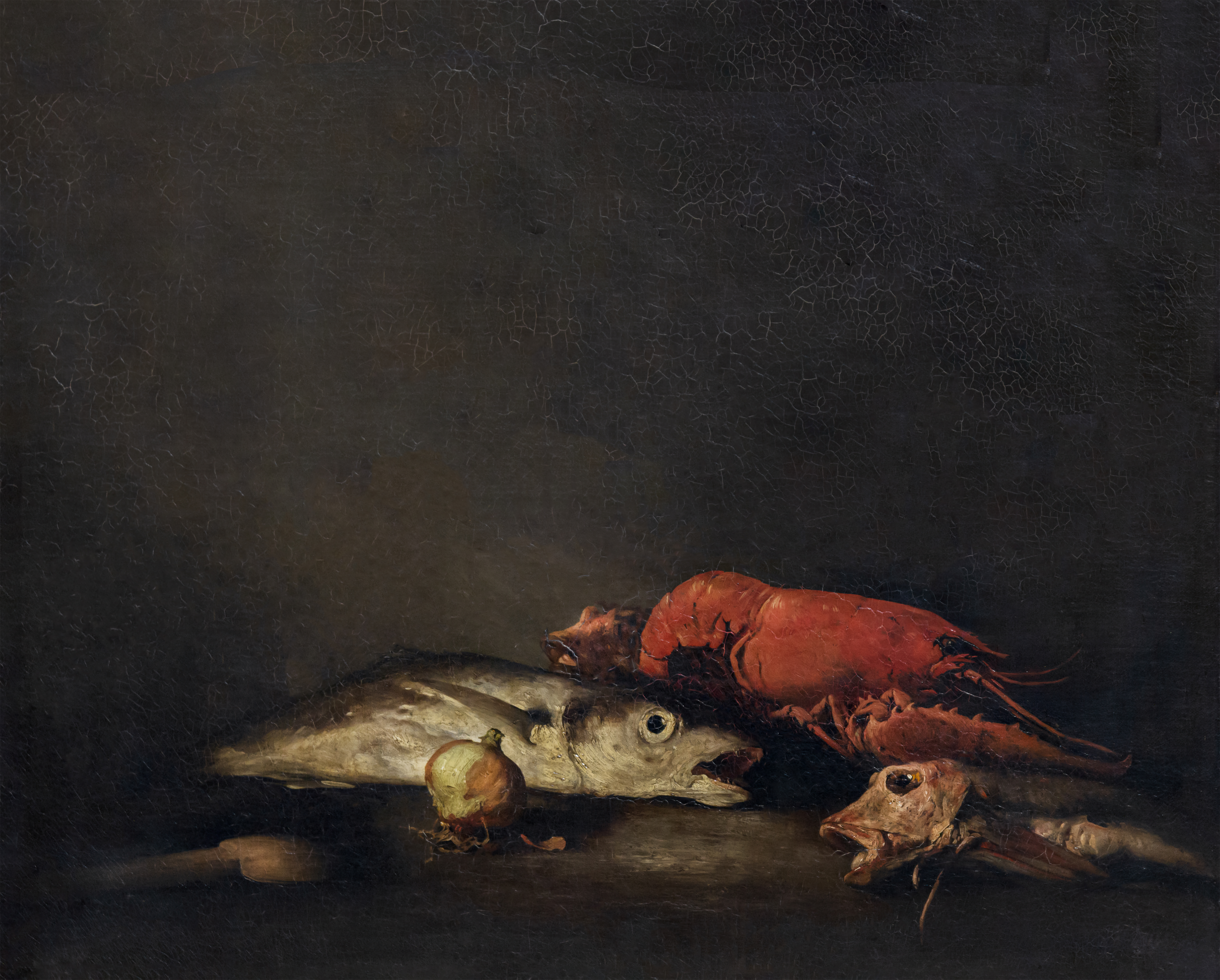
Nature morte aux poissons et au homard, oignon et cuillère en bois, Amsterdam, Rijksmuseum.
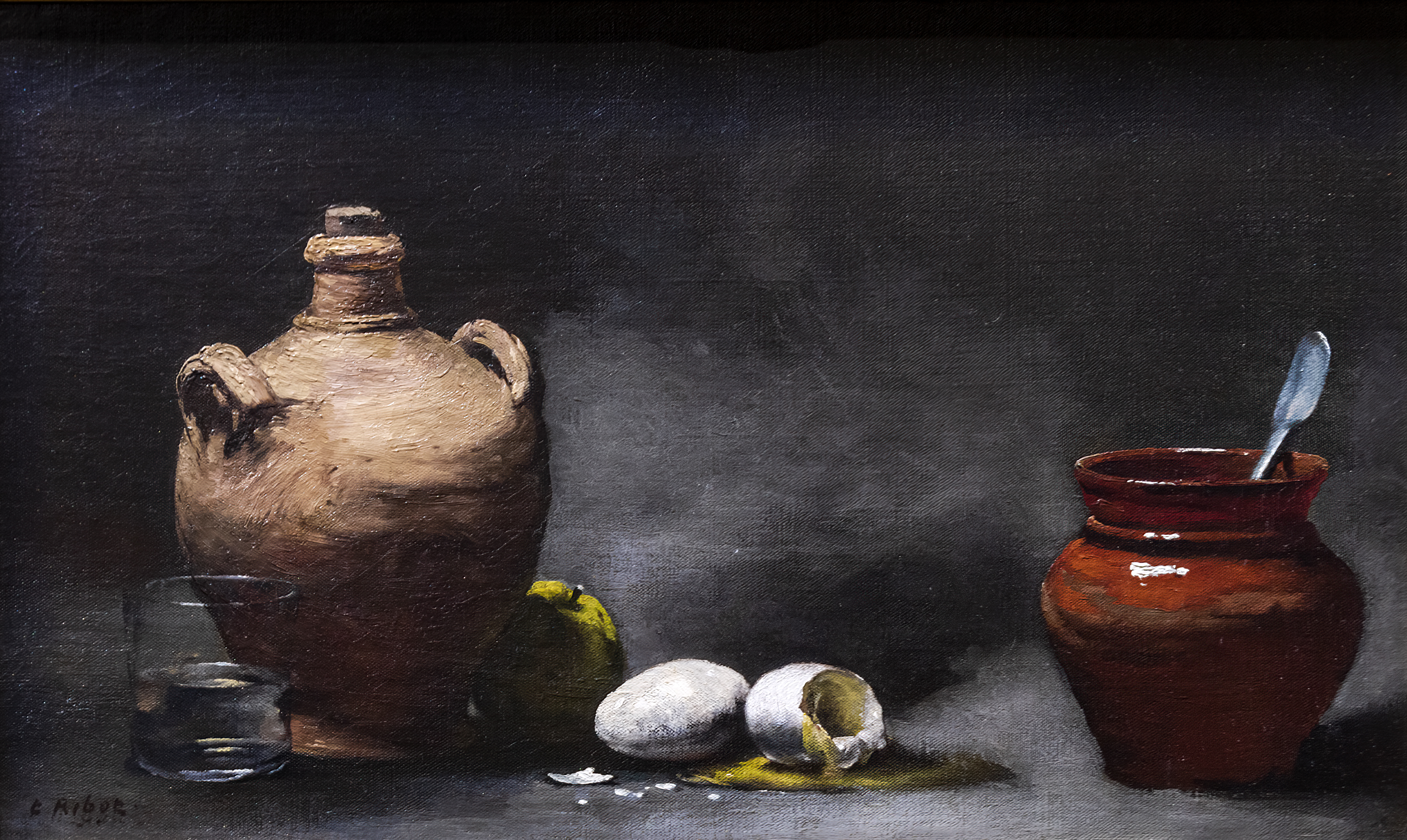
Nature morte aux œufs, Toronto, collection particulière.

Paysages par Théodule Ribot
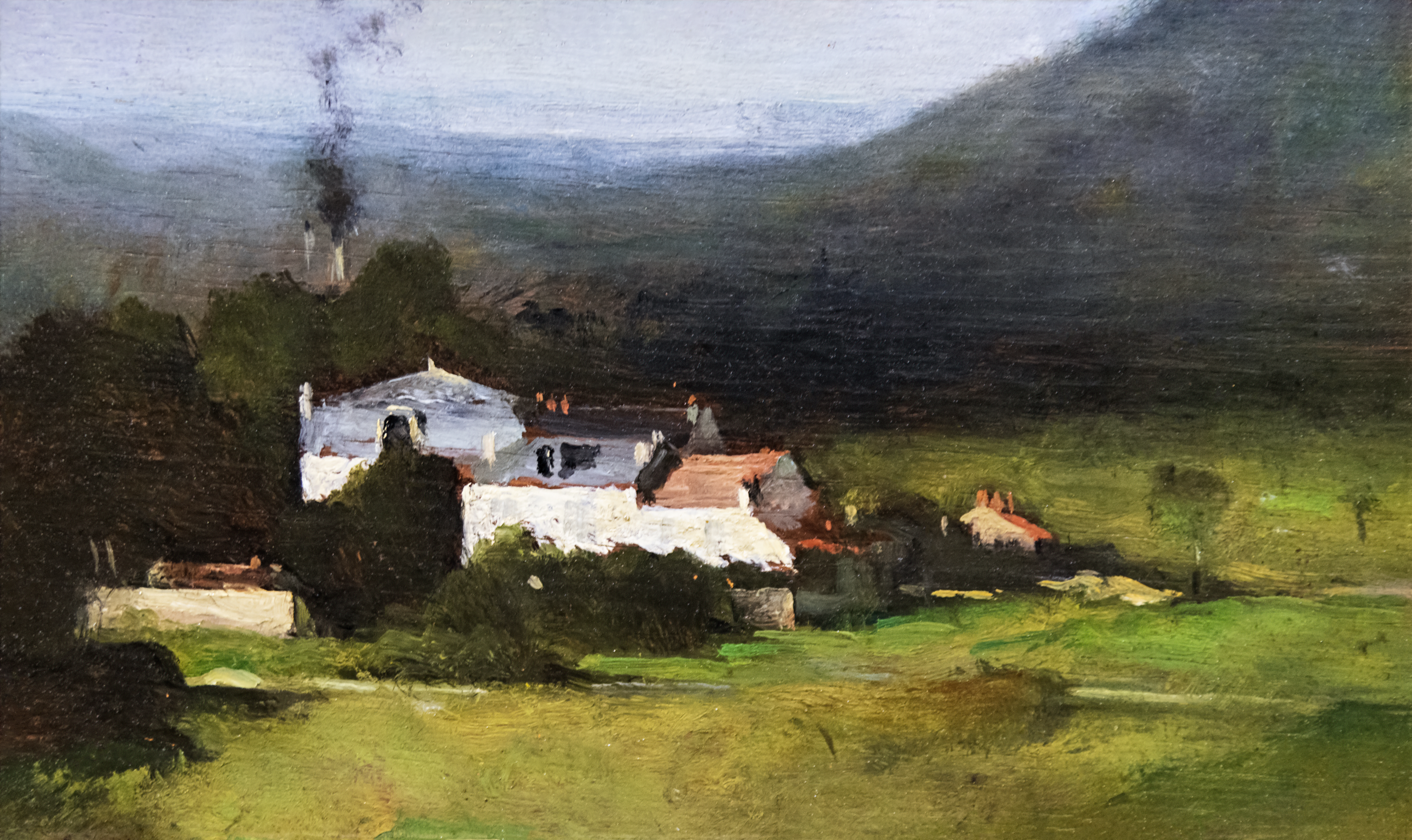
Paysage, dit La Maison de Corot à Ville-d'Avray, Bayeux, musée d'Art et d'Histoire Baron-Gérard.
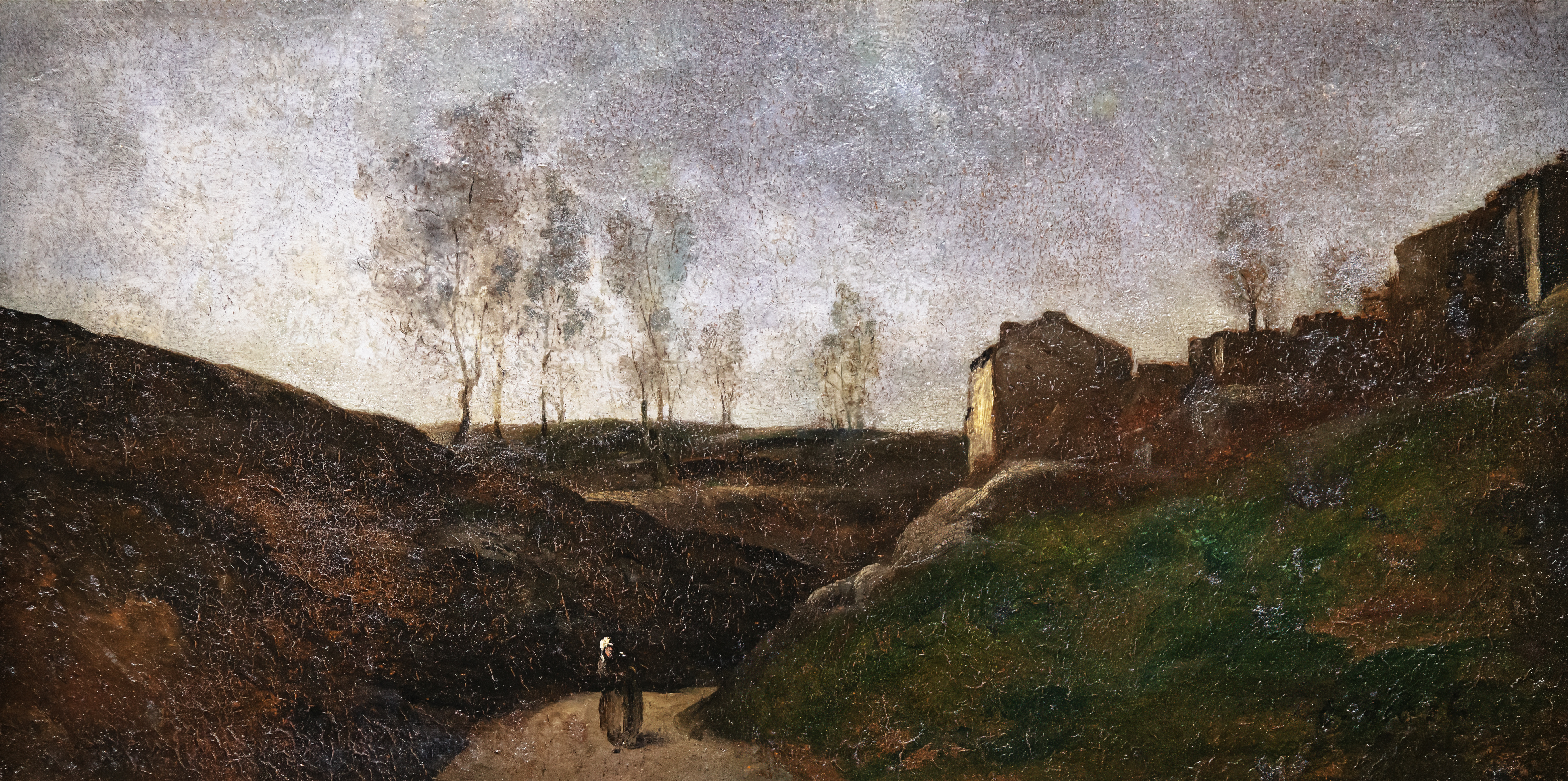
Paysage, Beauvais, MUDO - Musée de l'Oise.
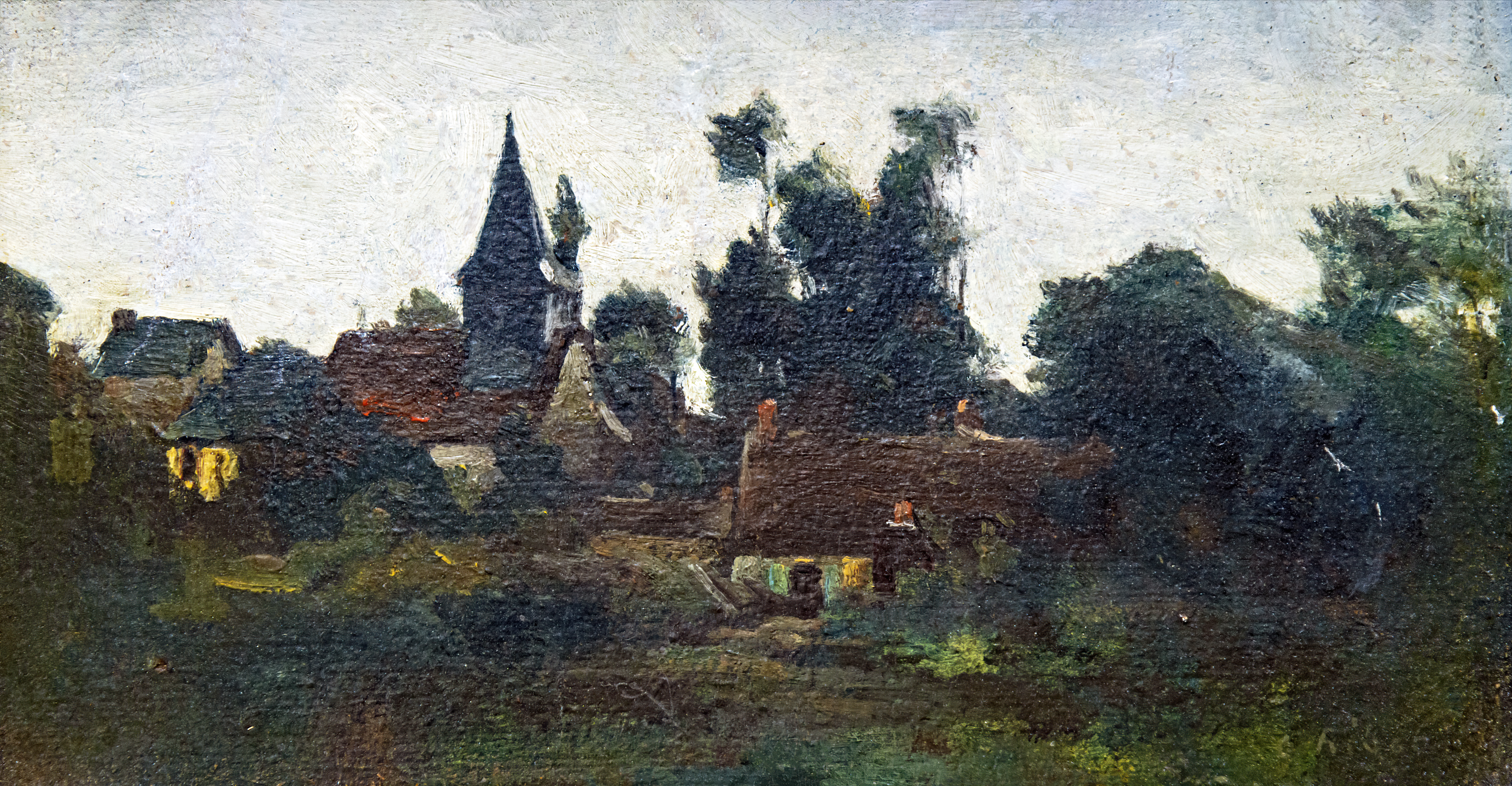
Paysage avec église, Bayeux, musée d'Art et d'Histoire Baron-Gérard.
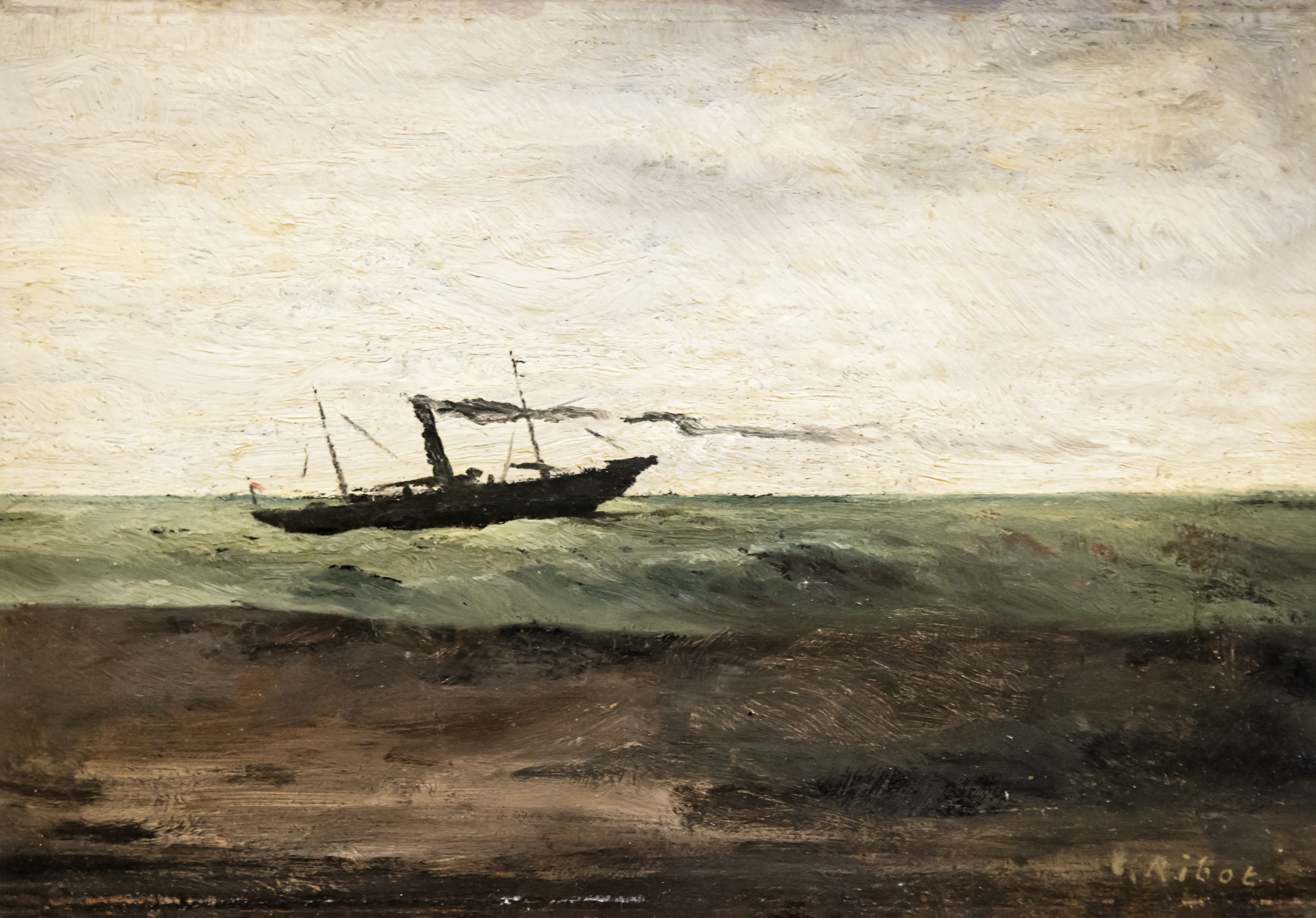
Marine, Laren, Singer Laren.

- Argentine :
  - Buenos Aires, musée national des Beaux-Arts : Vieille Bretonne, 1877.

- Espagne :
  - Bilbao, musée des Beaux-Arts : Nature morte aux citrouille, prunes, cerises et figues avec jarre, vers 1860.

- États-Unis :
  - Cleveland, Cleveland Museum of Art :
    - Les Chanteurs, 1862 ;
    - La Petite Laitière, vers 1865 ;
    - Lazarillo de Tormes et son maître aveugle ou L'Aveugle à la cruche verte et l'enfant ;

  - New York, Metropolitan Museum of Art : Pêcheurs bretons et leurs familles, vers 1880-1885.

- France :
  - Amiens, musée de Picardie
    - Un gigot ;
    - Héraclite.

  - Bayeux, musée Baron-Gérard :
    - Paysage, dit La Maison de Corot à Ville-d'Avray ;
    - Étude de femme ;
    - Paysage avec une église.

  - Beauvais, MUDO - Musée de l'Oise :
    - Côtelettes et rognons ;
    - Crâne de mouton ;
    - Paysage.

  - Besançon, musée des Beaux-Arts : La Charbonnière.
  - Bordeaux, musée des Beaux-Arts : La Lecture de la bible, vers 1875.
  - Breteuil-sur-Iton, hôtel de ville : Nature morte[8].
  - Caen, musée des Beaux-Arts :
    - L'Huître et les plaideurs, 1868.
    - Nature morte à la volaille plumée[9].

  - Colmar, Musée Unterlinden : La mère Morieu
  - Colombes, musée municipal d'Art et d'Histoire : Autoportrait (1887-1890), huile sur toile, 44 × 63 cm, dépôt du musée d'Orsay[3].
  - Courbevoie, musée Roybet Fould :  La Dépense.
  - Deauville, Les Franciscaines Deauville: Huître et timbale.
  - Honfleur, musée Eugène-Boudin : Vieille normande, 2ème moitié du 19ème siècle, huile sur toile, legs Eugène Boudin, inv.899.1.68
  - Lille, palais des Beaux-Arts :
    - Autoportrait, 1863 ;
    - Saint Vincent, 1867.

  - Lyon, musée des Beaux-Arts : Tête de femme .
  - Marseille, musée des Beaux-Arts :
    - Le Cuisinier comptable, 1862[10].
    - Le Flûteur, dit La Recette, 1865 ;
    - La Tricoteuse[11].

  - Paris ;
    - musée d'Orsay :
      - Autoportrait, 1887-1890 ;
      - Le Bon Samaritain, vers 1870, huile sur toile, 112 × 145 cm[12] ;
      - Saint Sébastien martyr, vers 1865, huile sur toile, 97 × 130 cm[7] ;
      - Au sermon, vers 1887, huile sur toile, 55 × 46 cm[13].

    - musée Rodin : Nature morte (La Gibecière).
    - Petit Palais : Chez l'Antiquaire.

  - La Tronche, musée Hébert : Un gigot, huile sur toile, 46 × 56 cm, dépôt du musée d’Orsay.
  - Pau, musée des Beaux-Arts : Le Bon Samaritain, 1870[14].
  - Reims, musée des Beaux-Arts :
    - Le Joueur de guitare, 1862[15] ;
    - Portrait de ma fille, 1884 ;
    - Les Titres de famille[16].

  - Roubaix, La Piscine : Moine en prière, 1872.
  - Rouen, musée des Beaux-Arts : Le Supplice des coins ou Le Supplice d'Alonso Cano, 1867, huile sur toile, 150 × 209 cm[17].
  - Saint-Omer, musée de l'hôtel Sandelin : Les Philosophes, 1869.
  - Saint-Quentin, musée Antoine-Lécuyer : Trois vieux juifs, 1880.
  - Senlis, musée d'Art et d'Archéologie : Nature morte aux œufs sur le plat[18].
  - Thaix, église Saint-Martin : Martyre de saint Sébastien, huile sur toile, achat de l’État en 1882[19].
  - Toulouse, musée des Augustins : La Chorale[20].
  - Troyes, musée Saint-Loup : La Jeune Fille à la guitare.
  - Valence-sur-Baïse, abbaye de Flaran :
    - Portrait de la mère de l'artiste ;
    - Les Empiriques.

- Hongrie :
  - Budapest, musée des Beaux-Arts : Nature morte, vers 1865.

- Pays-Bas :
  - Amsterdam Rijksmuseum: Nature morte aux poissons et au homard, oignon et cuillère en bois.
  - Laren, Singer Laren : Marine.

- Royaume-Uni :
  - Glasgow, Collection Burrell :
    - Le Musicien, 1862 ;
    - Mère et fille, vers 1884 ;
    - La Comptabilité.

  - Oxford, Ashmolean Museum : Femme au piano.

## Salons
- 1864 : Prière des petites filles ; Toilette du matin.
- 1865 : Chant du cantique ; Rétameurs ; Le Martyre de saint Sébastien, acquis par l’État pour le musée du Luxembourg.
- 1866 : Le Christ au milieu des Docteurs ; Le Flûteur.
- 1867 : Le Supplice des coins, d’une énergie très remarquée, Un vieillard.

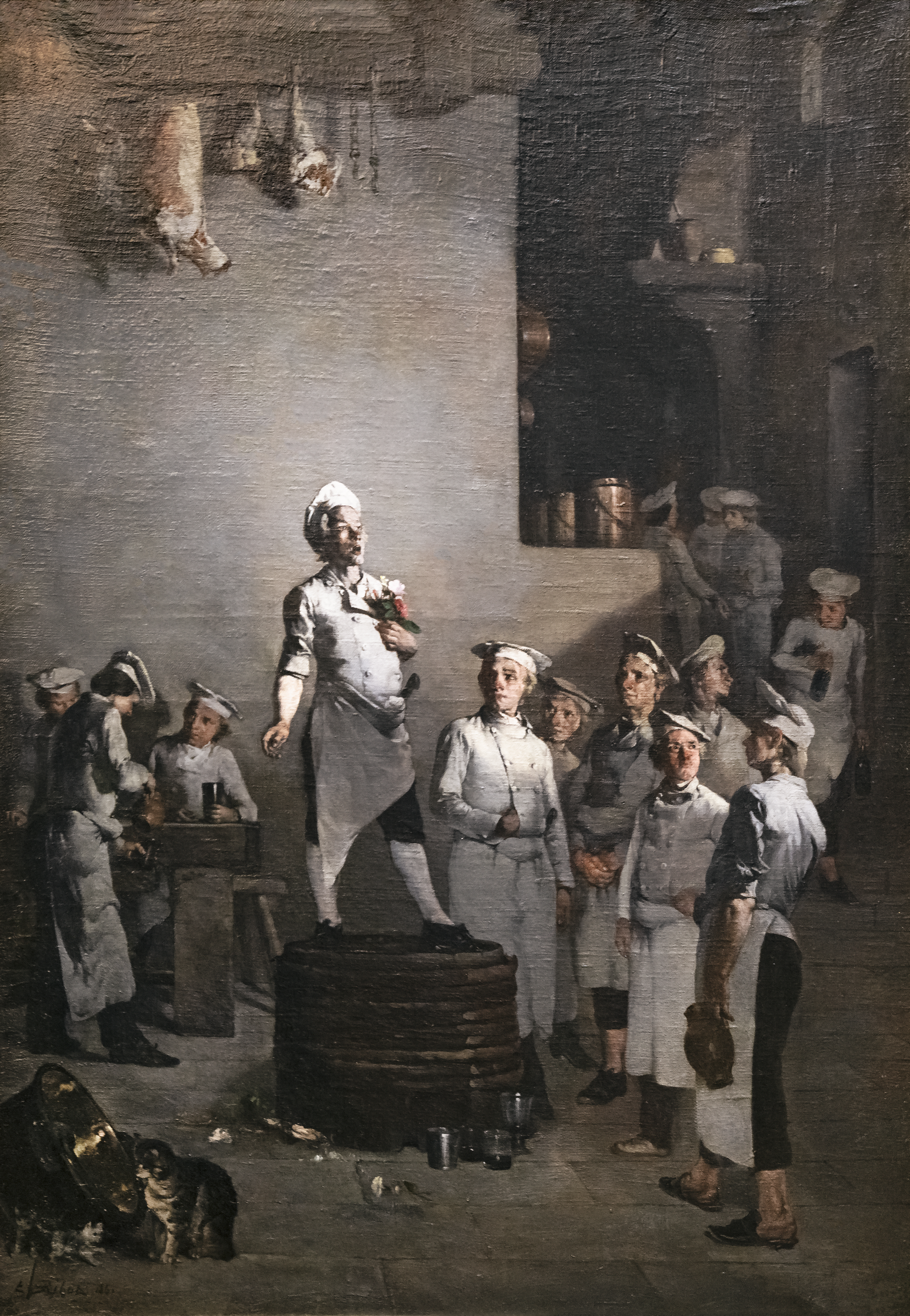
La Fête du chef (ou Le joyeux cuisinier) 1861 Toronto, collection particulière.
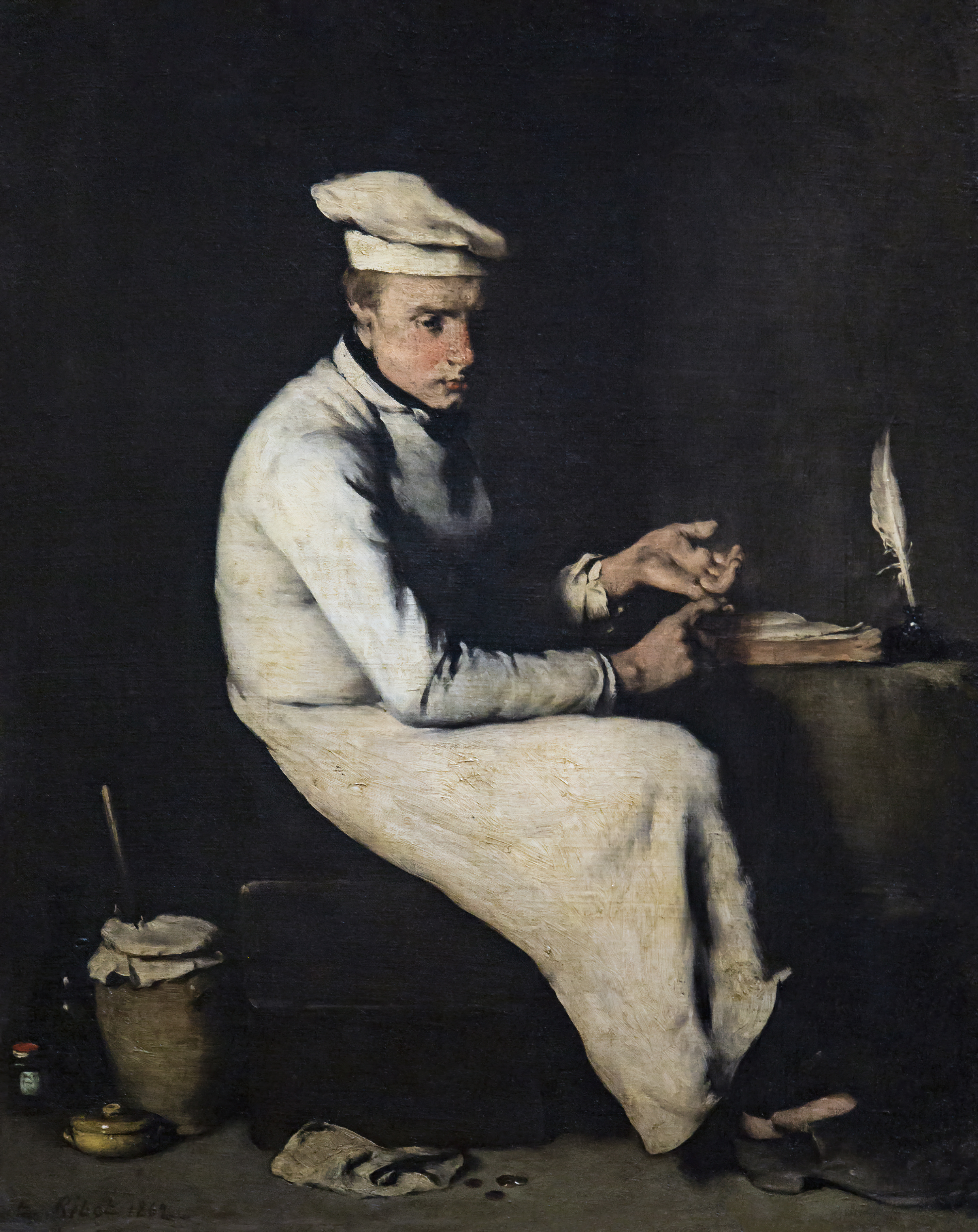
1868: L’Huître et les plaideurs, acquis pour le musée des Beaux-Arts de Caen.
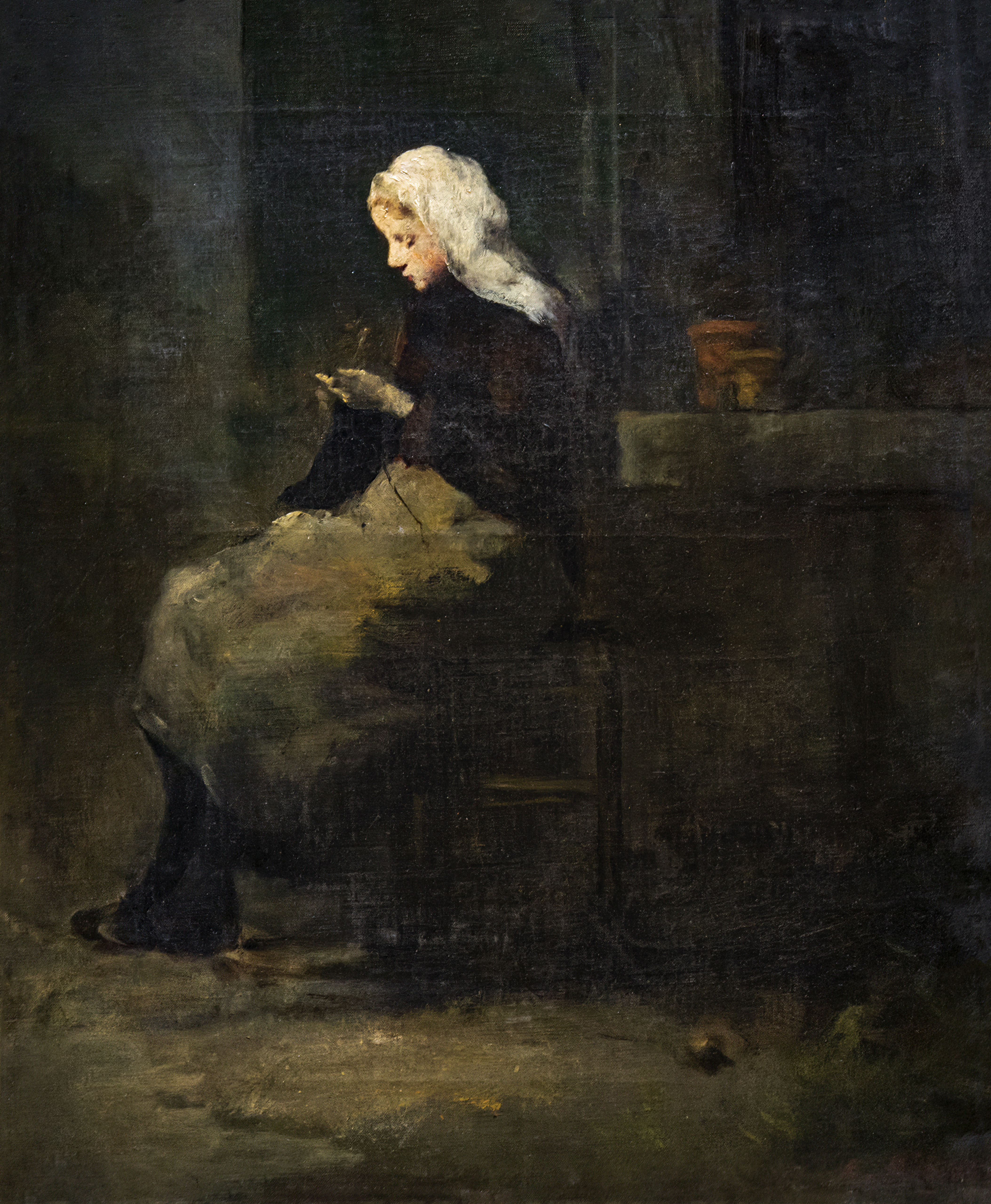
La Tricoteuse, musée des Beaux-Arts de Marseille.
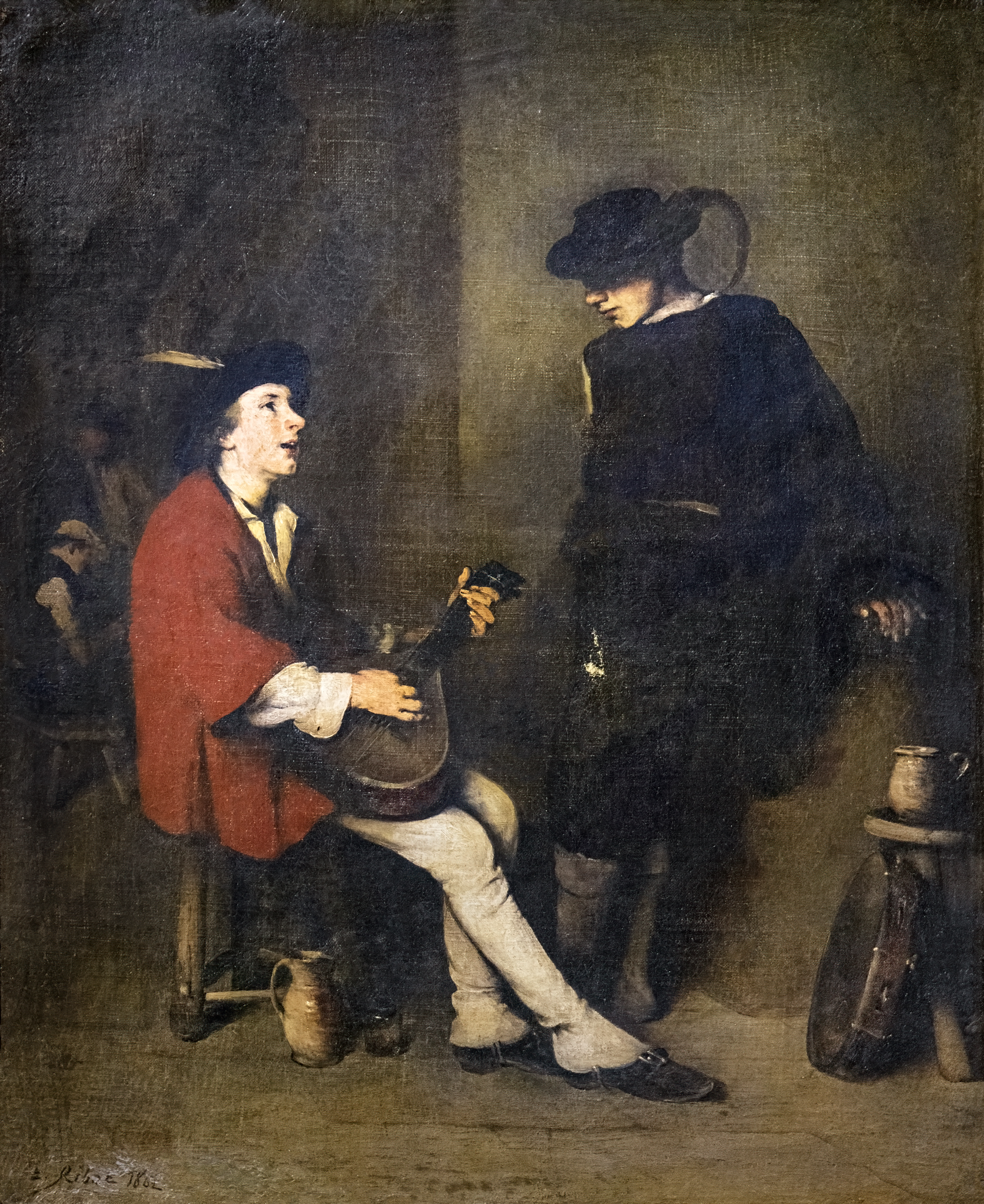
Le Joueur de guitare, 1862, musée des Beaux-Arts de Reims.
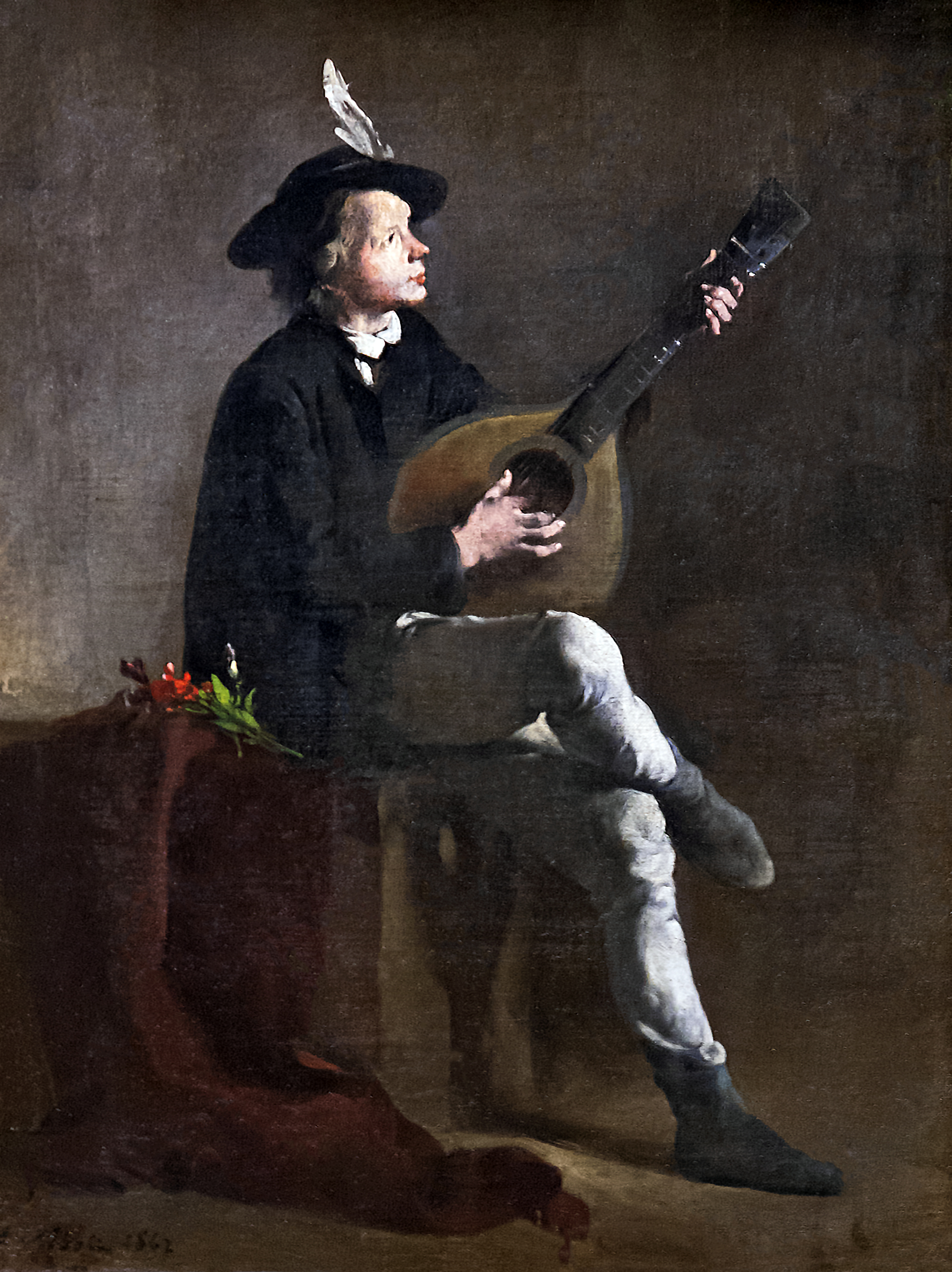
Le Musicien, 1862, Glasgow, Collection Burrell.
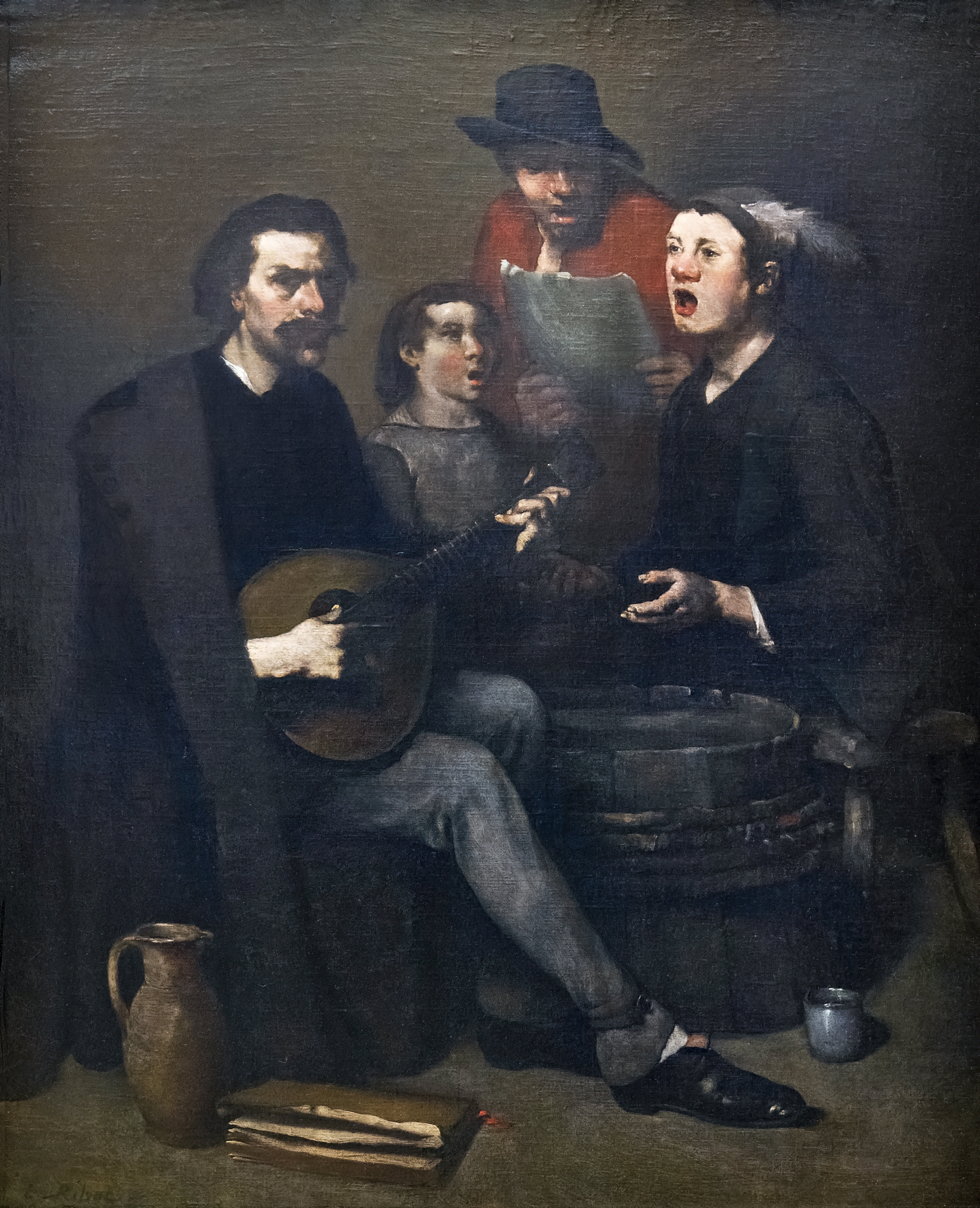
Les Chanteurs, 1862, Cleveland Museum of Art.
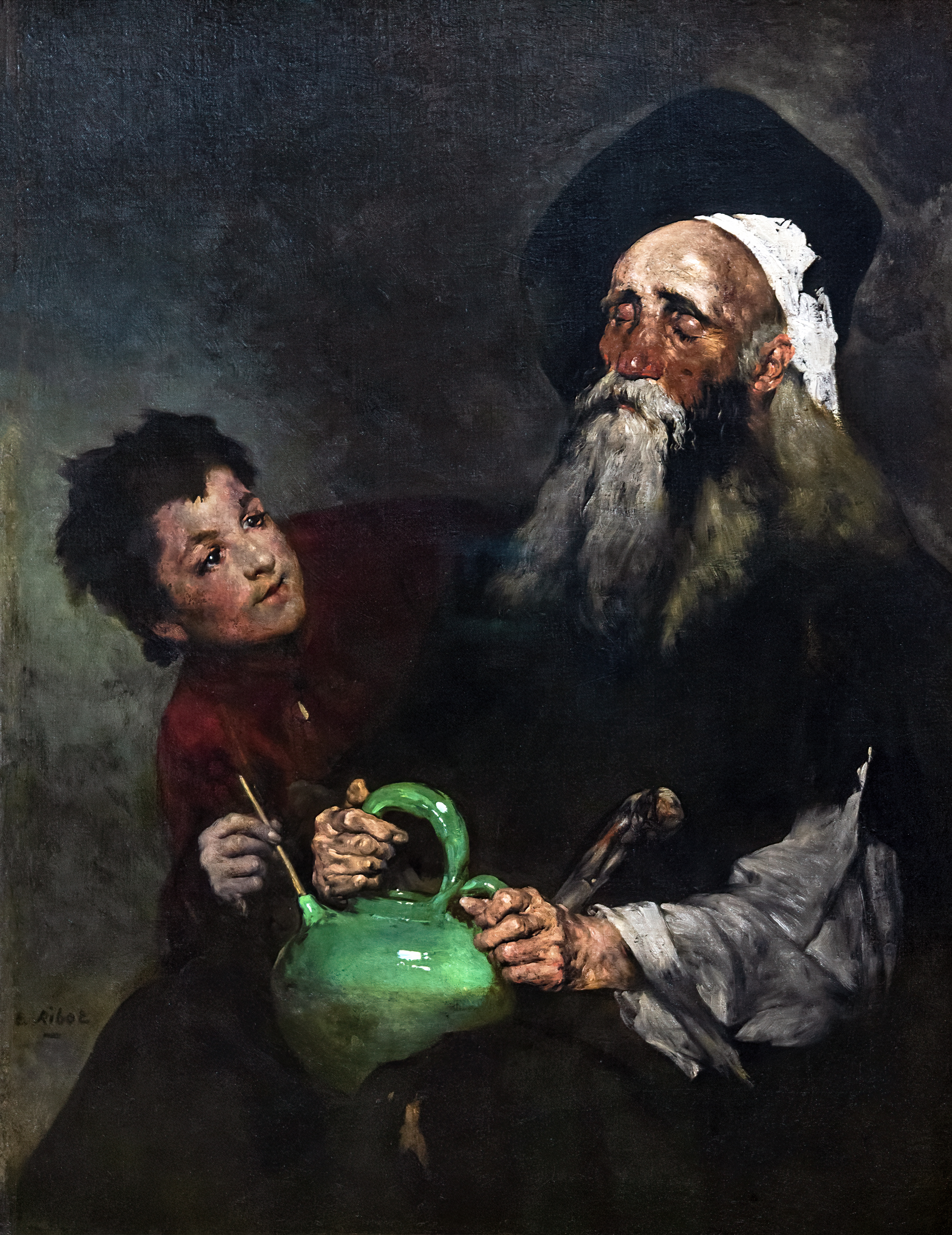
Lazarillo de Tormes et son maître aveugle, Cleveland Museum of Art.
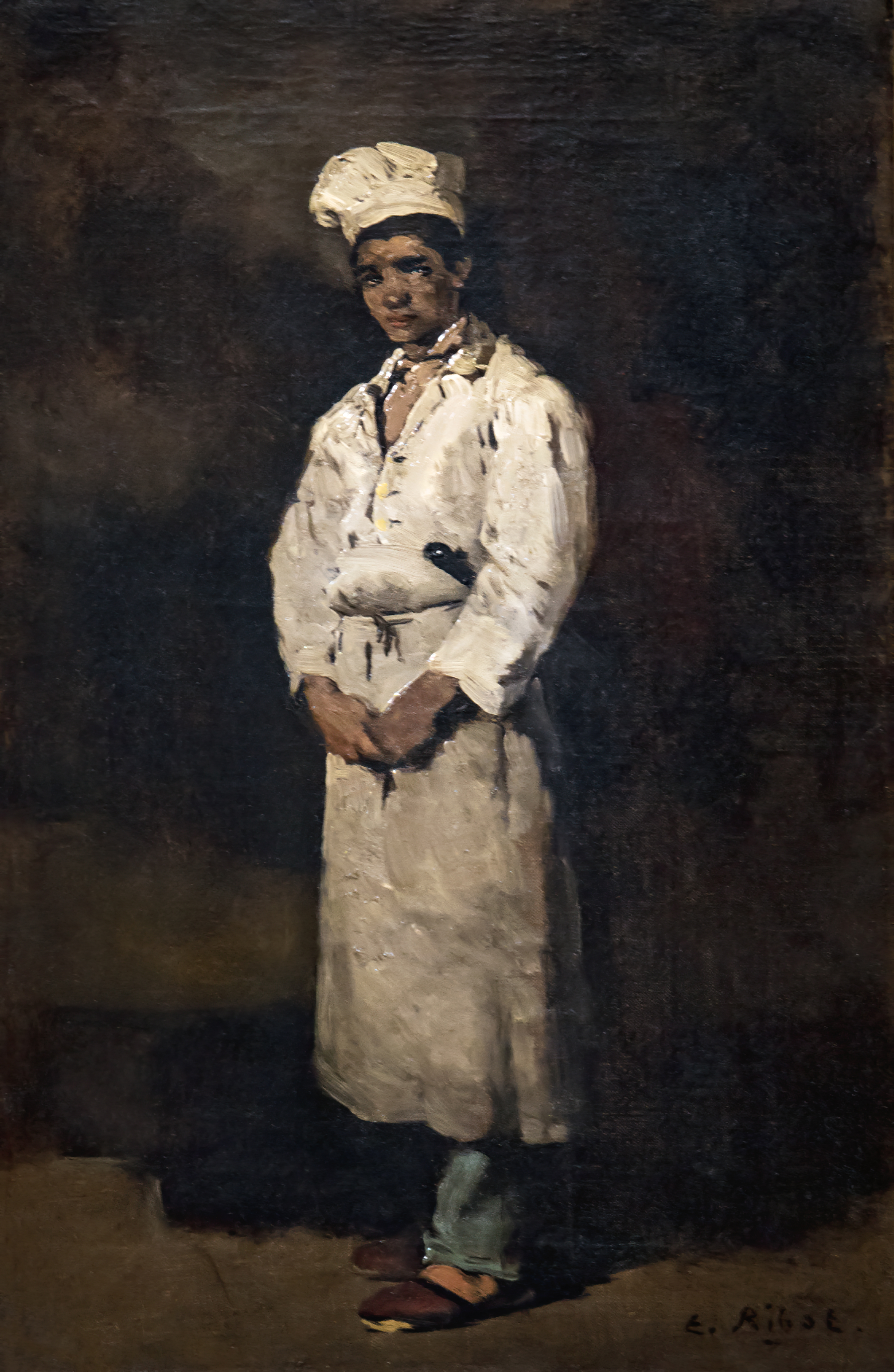
Le Mitron, musée des Beaux-Arts de Marseille.
Le Flûteur, dit La Recette, 1865, musée des Beaux-Arts de Marseille.
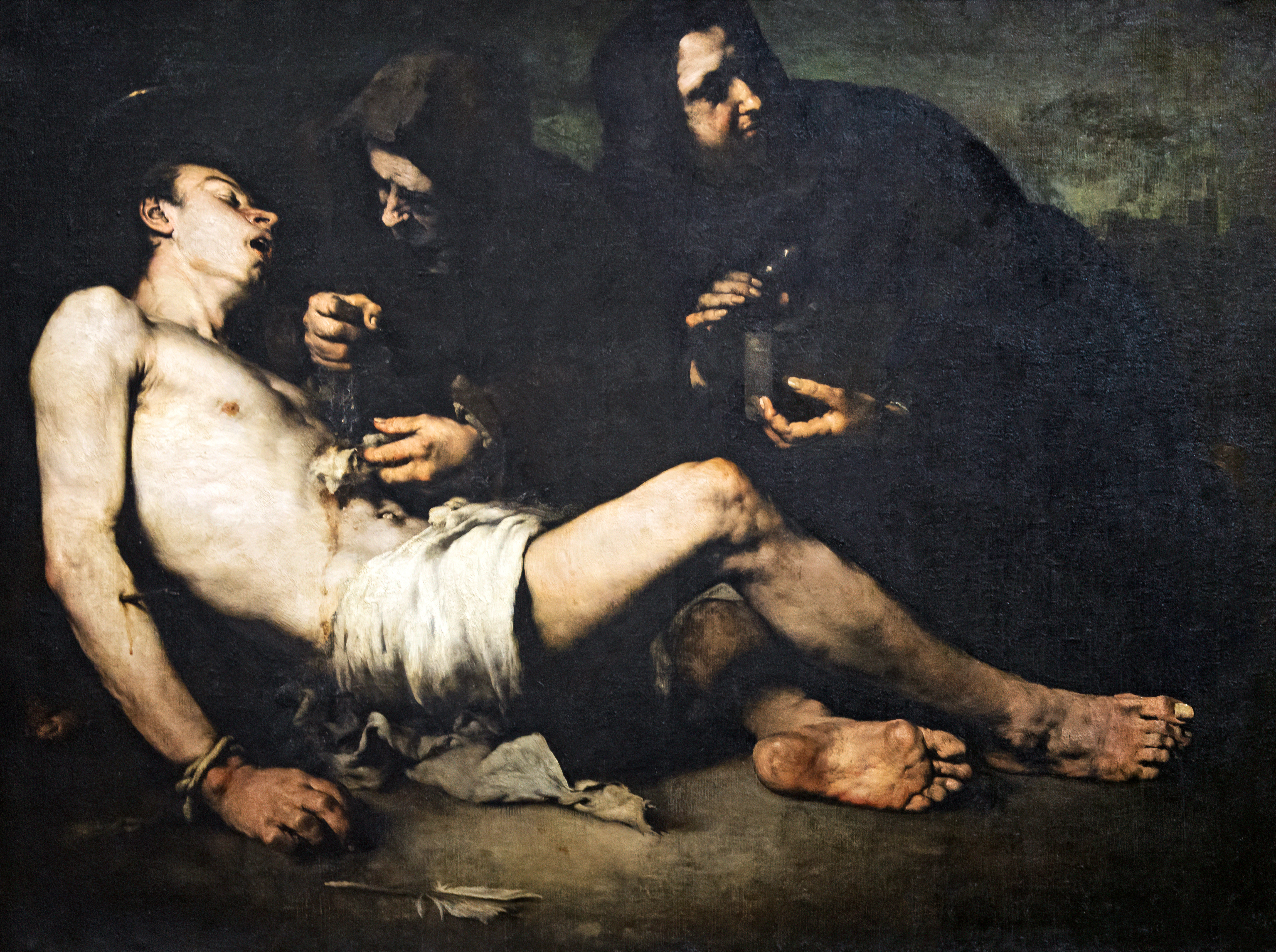
Saint Sébastien, martyr, 1865, Paris, musée d'Orsay.
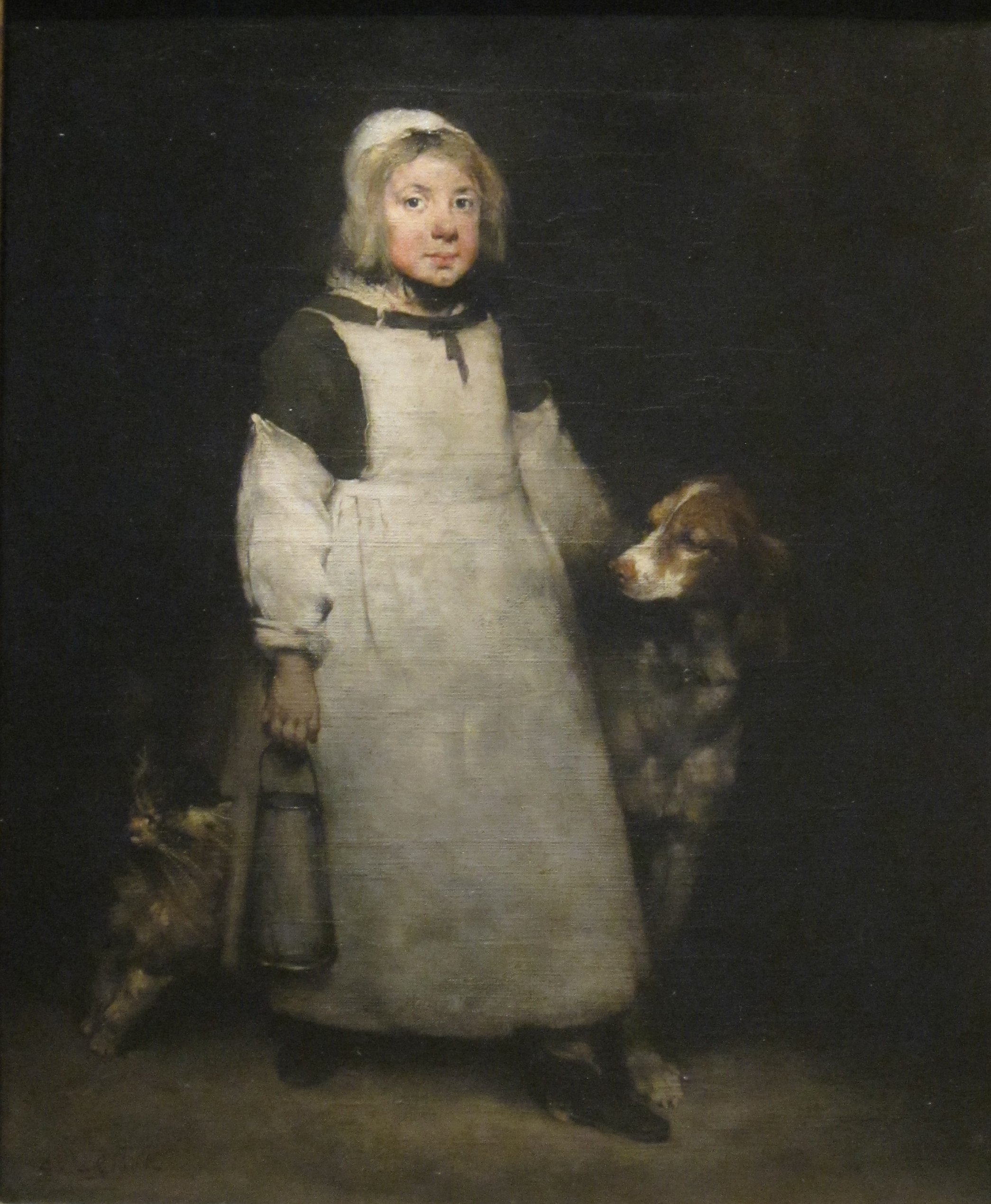
La Petite Laitière, vers 1865, Cleveland Museum of Art.
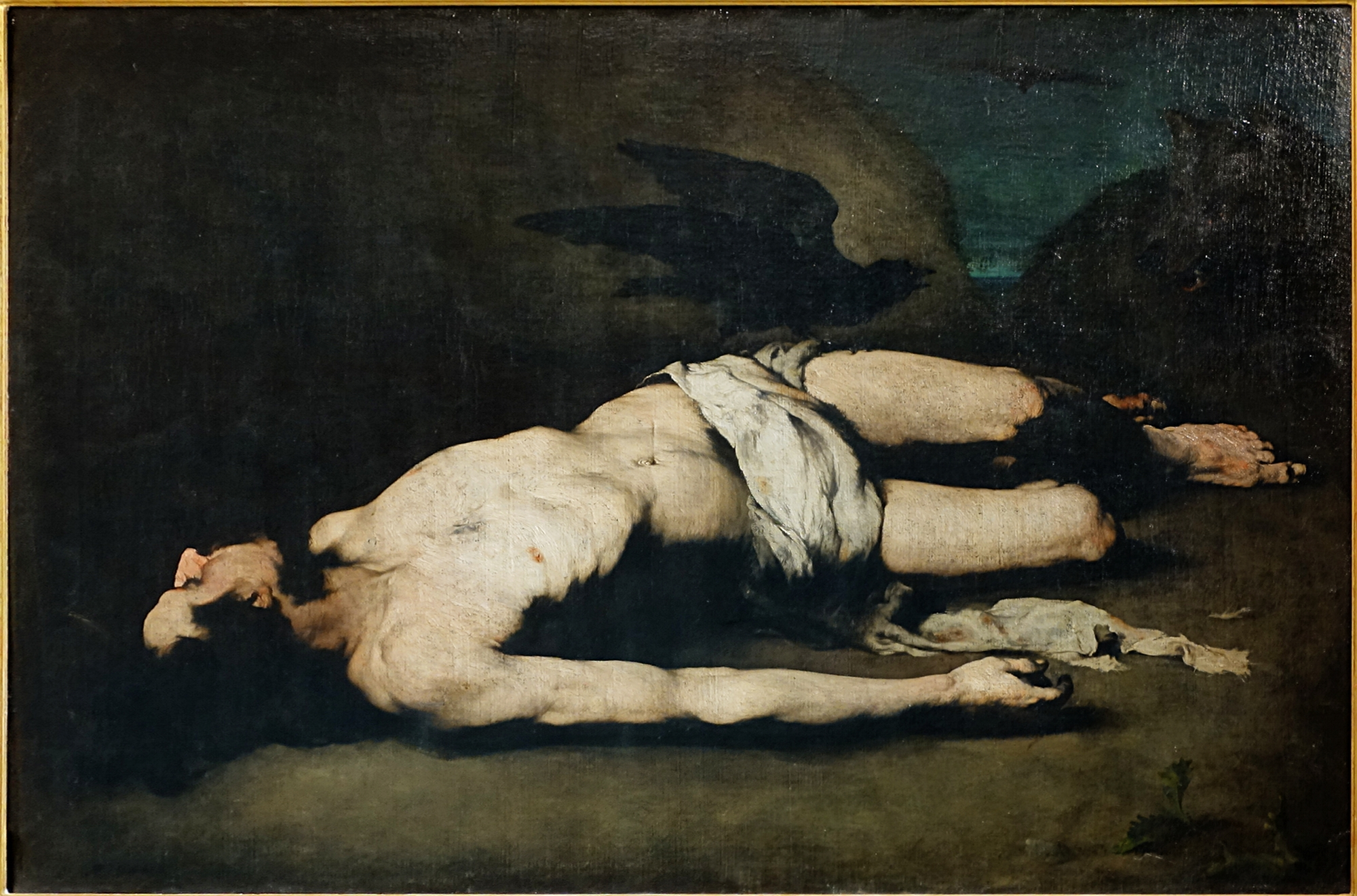
Saint Vincent, 1867, palais des Beaux-Arts de Lille.
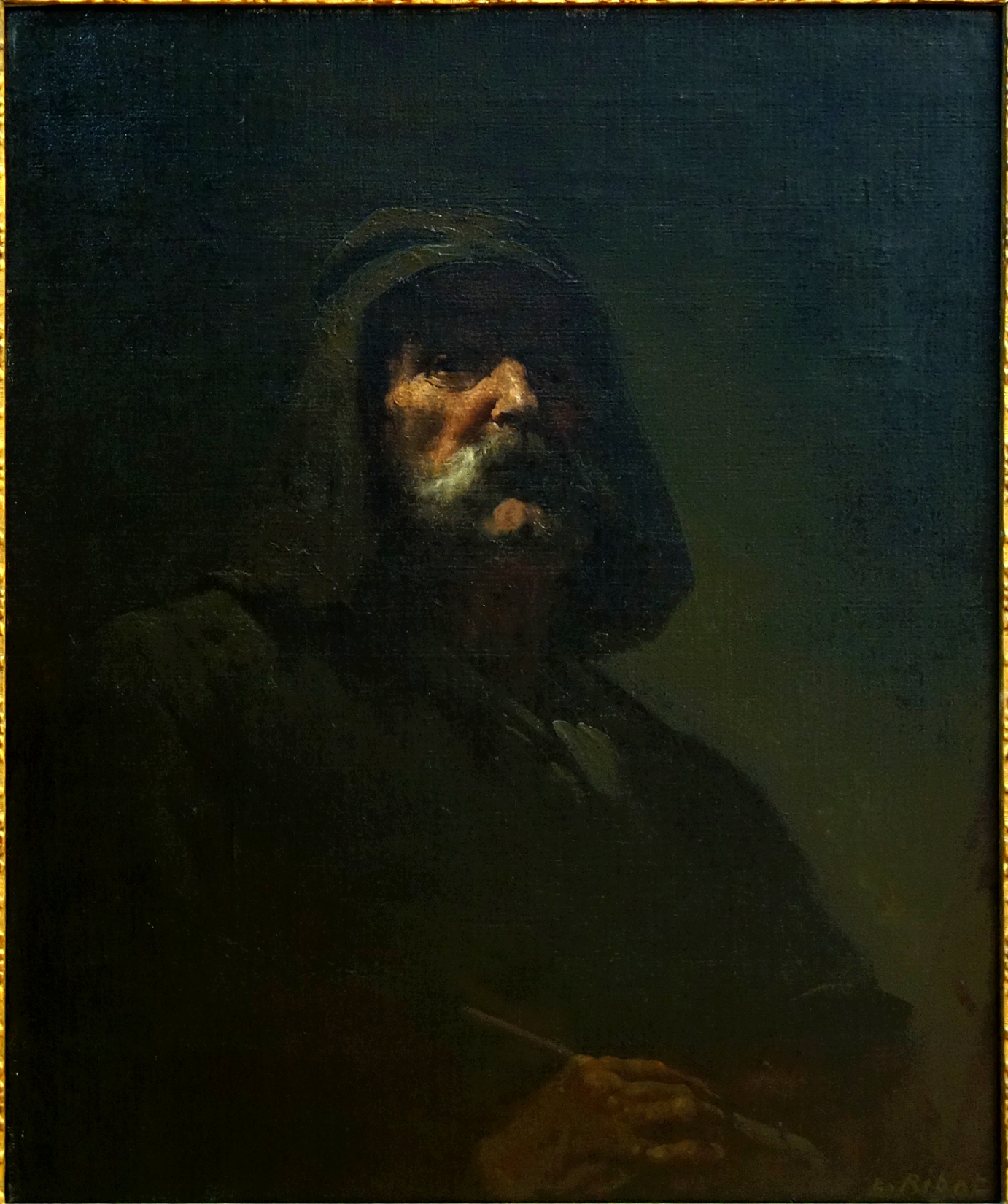
Autoportrait, 1867, palais des Beaux-Arts de Lille.
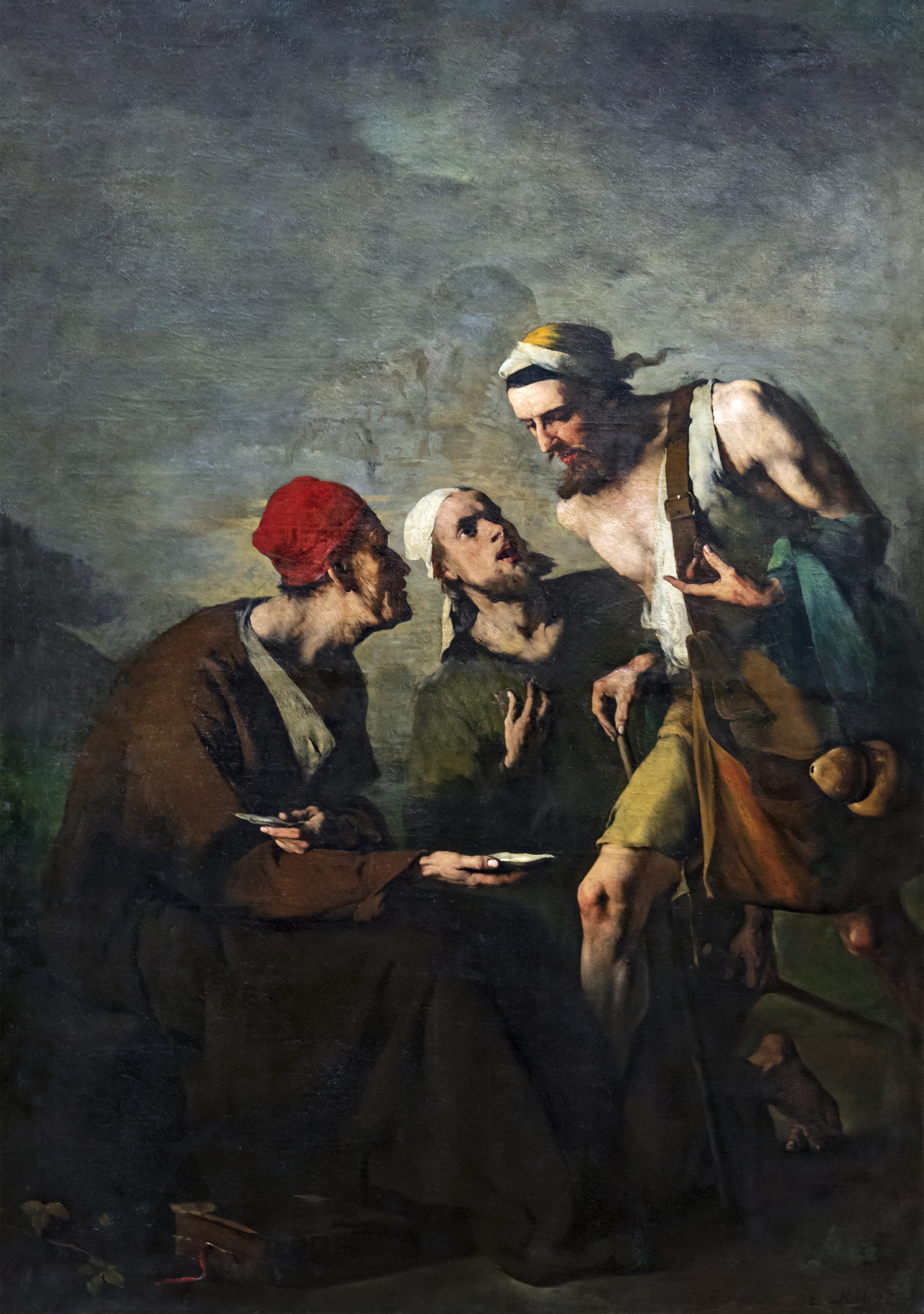
L'Huître et les plaideurs, 1868, Caen, musée des Beaux-Arts.
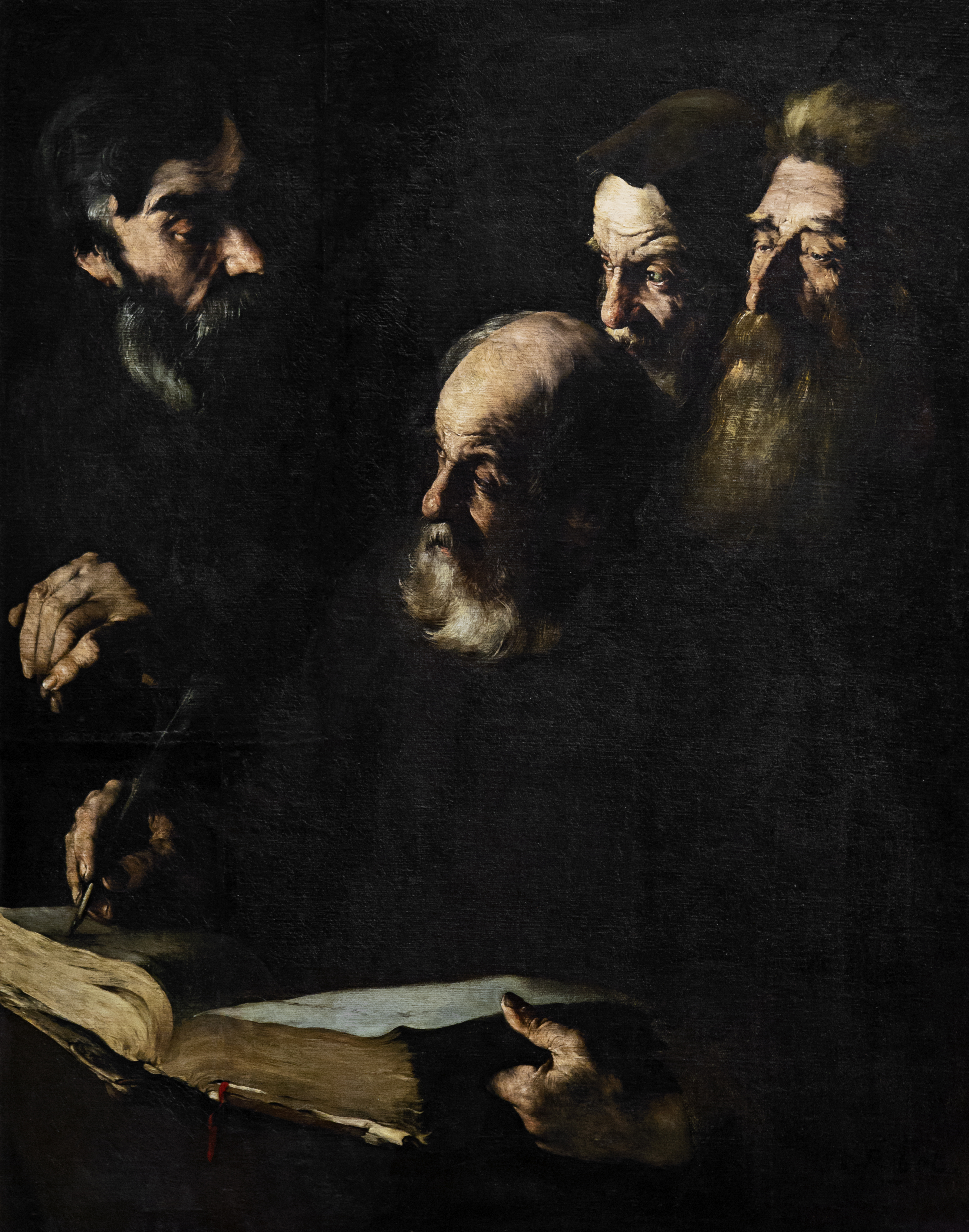
1869 : Les Marionnettes au village ; Les Philosophes, Saint-Omer, musée de l'hôtel Sandelin.
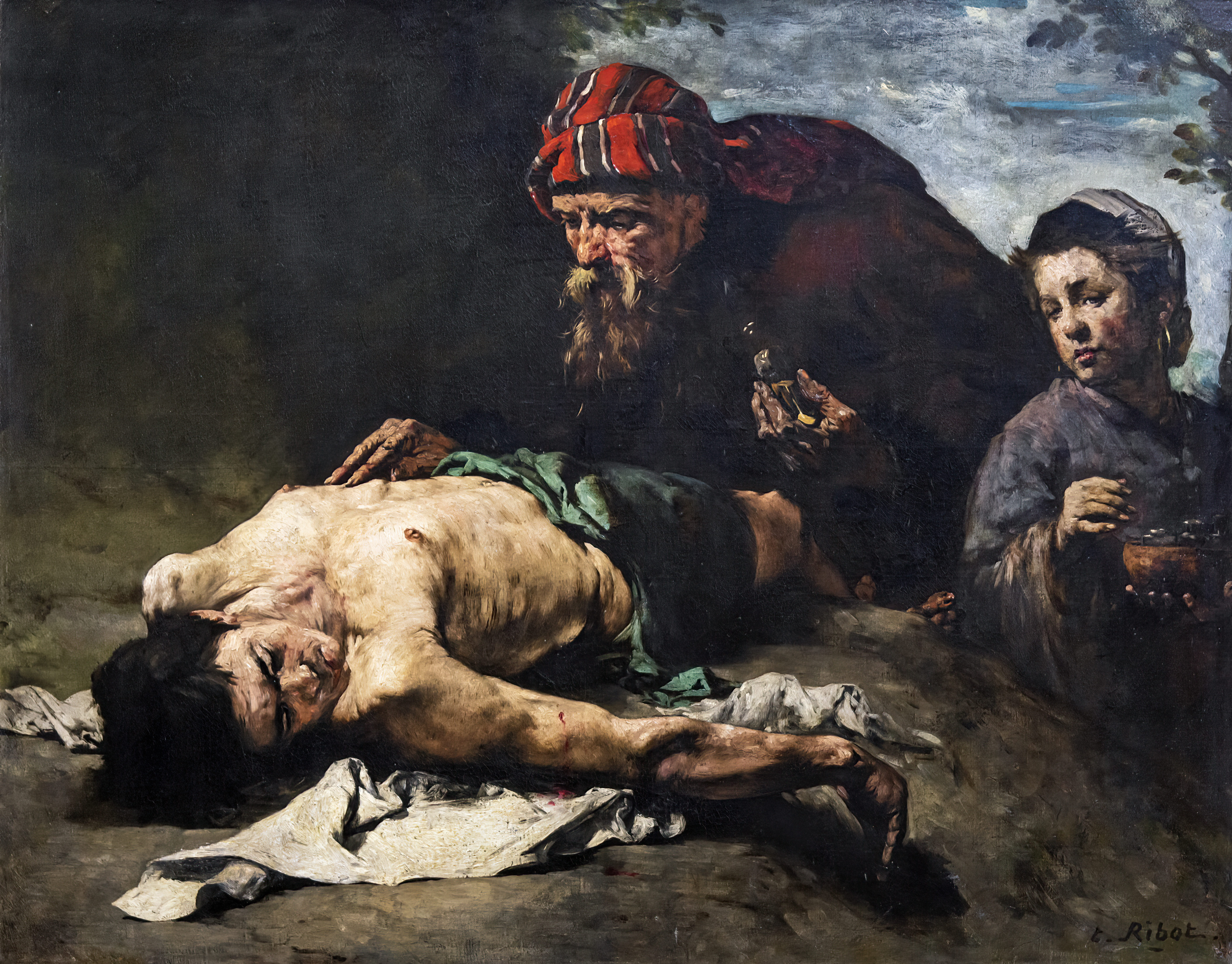
1870 : Le Bon Samaritain ; Jeune Homme à la manche jaune, acquis pour le musée du Luxembourg.
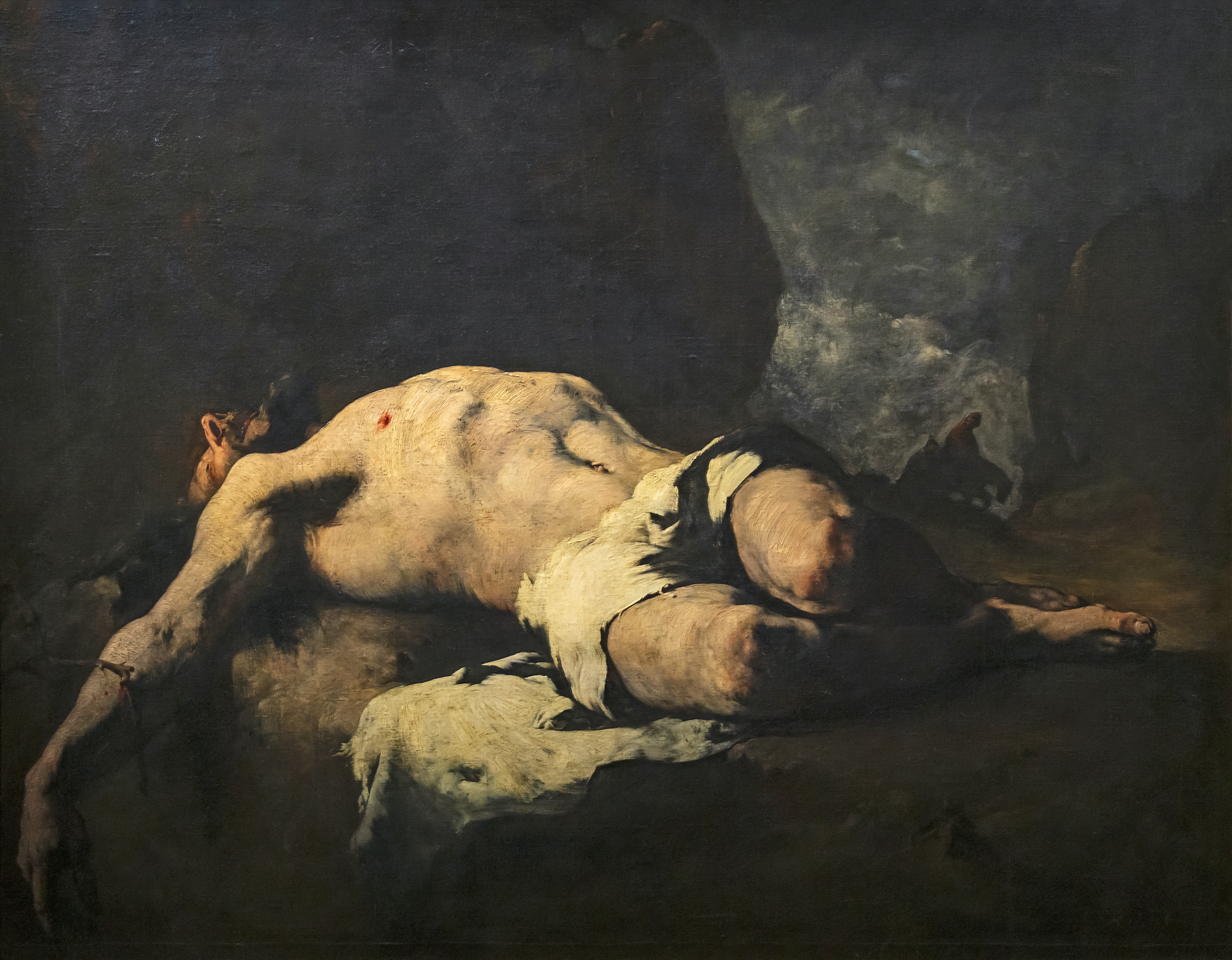
Le Bon Samaritain, 1870, Paris, musée d'Orsay.
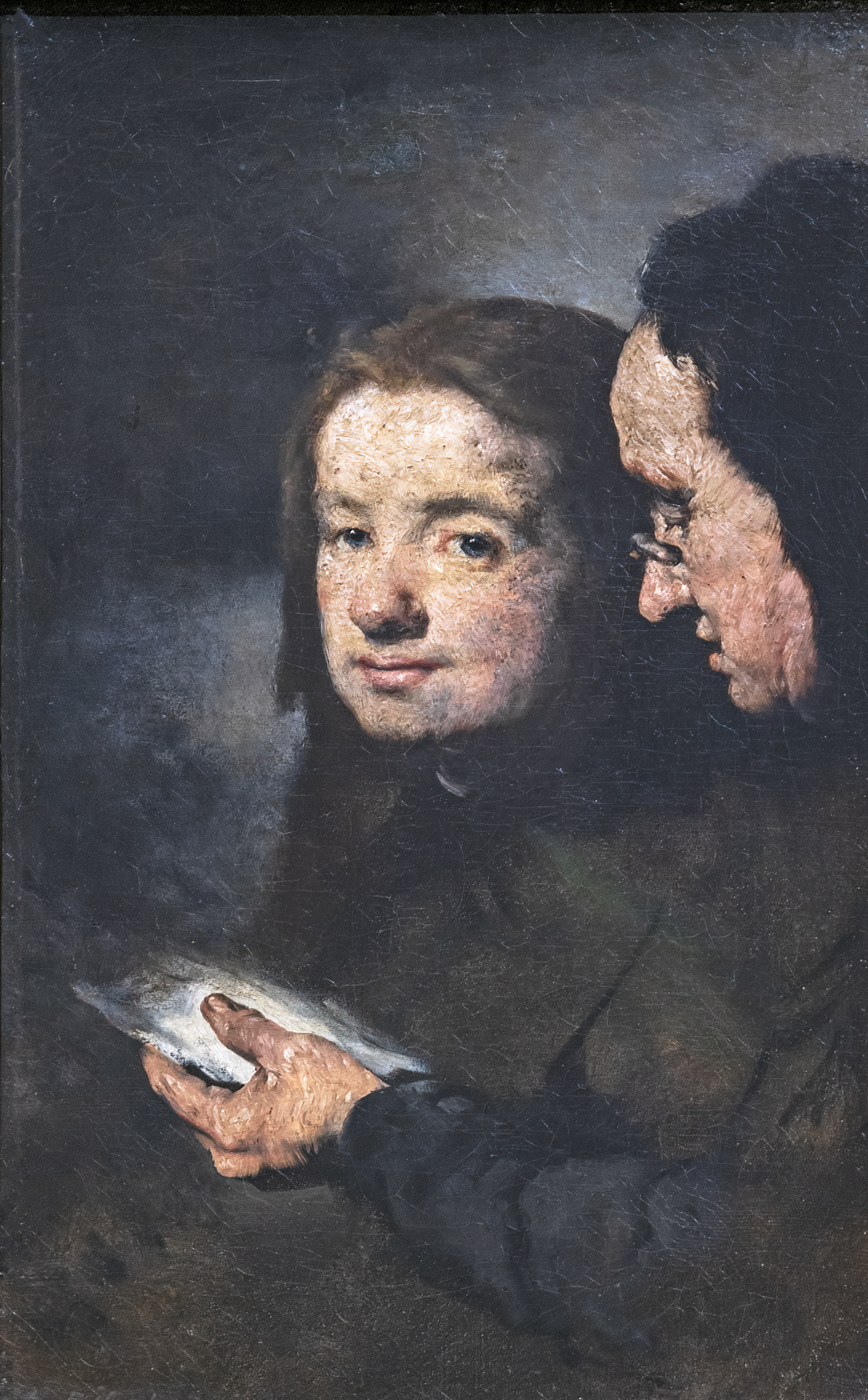
La Lecture de la Bible, vers 1875, musée des Beaux-Arts de Bordeaux.
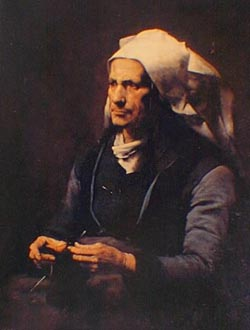
Vieille Bretonne, 1877, Buenos Aires, musée national des Beaux-Arts.
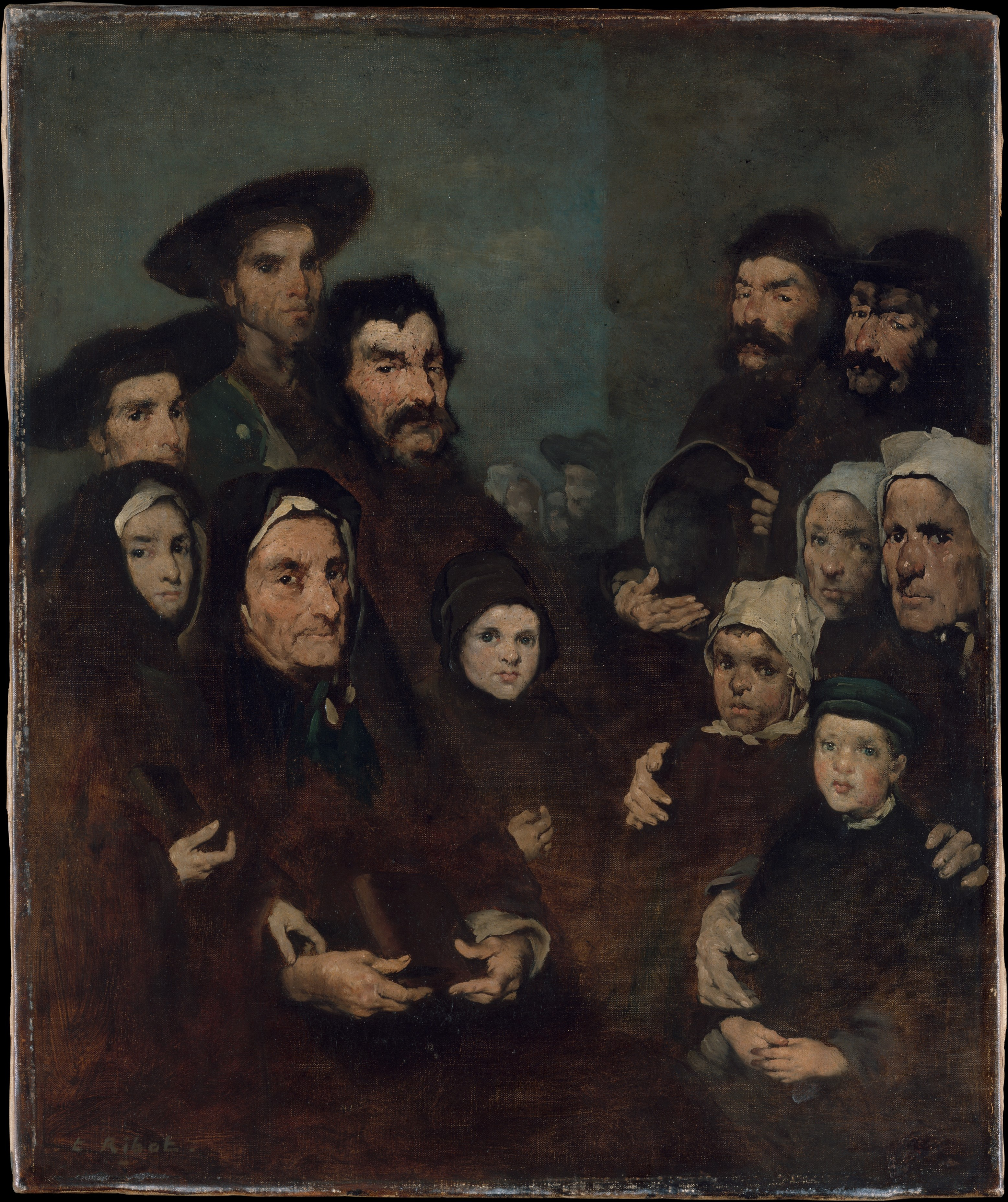
Pêcheurs bretons et leurs familles, vers 1880-1885, New York, Metropolitan Museum of Art.
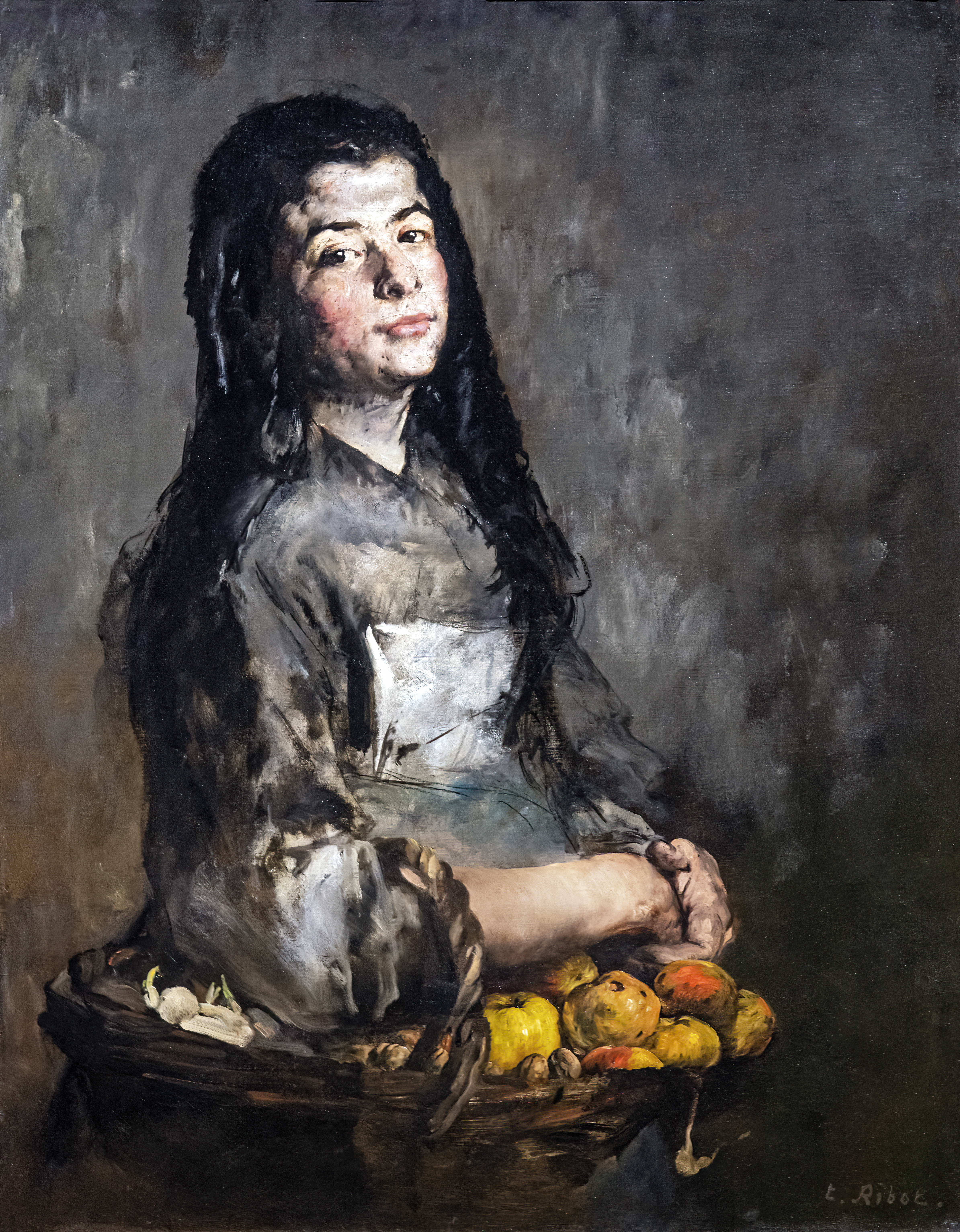
La Charbonnière, 1880, musée des Beaux-Arts et d'Archéologie de Besançon.
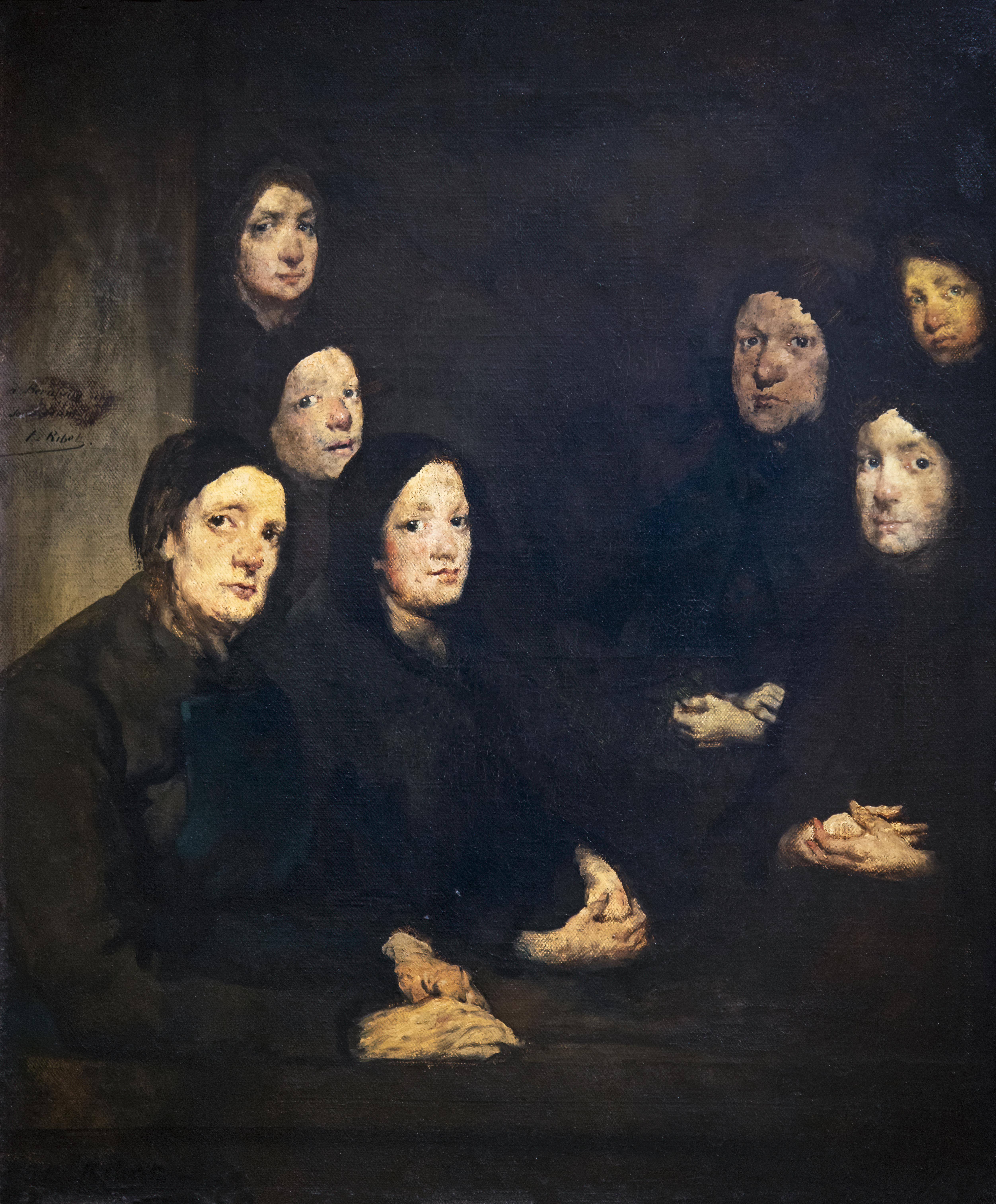
Au Sermon, vers 1887, Paris, musée d'Orsay.
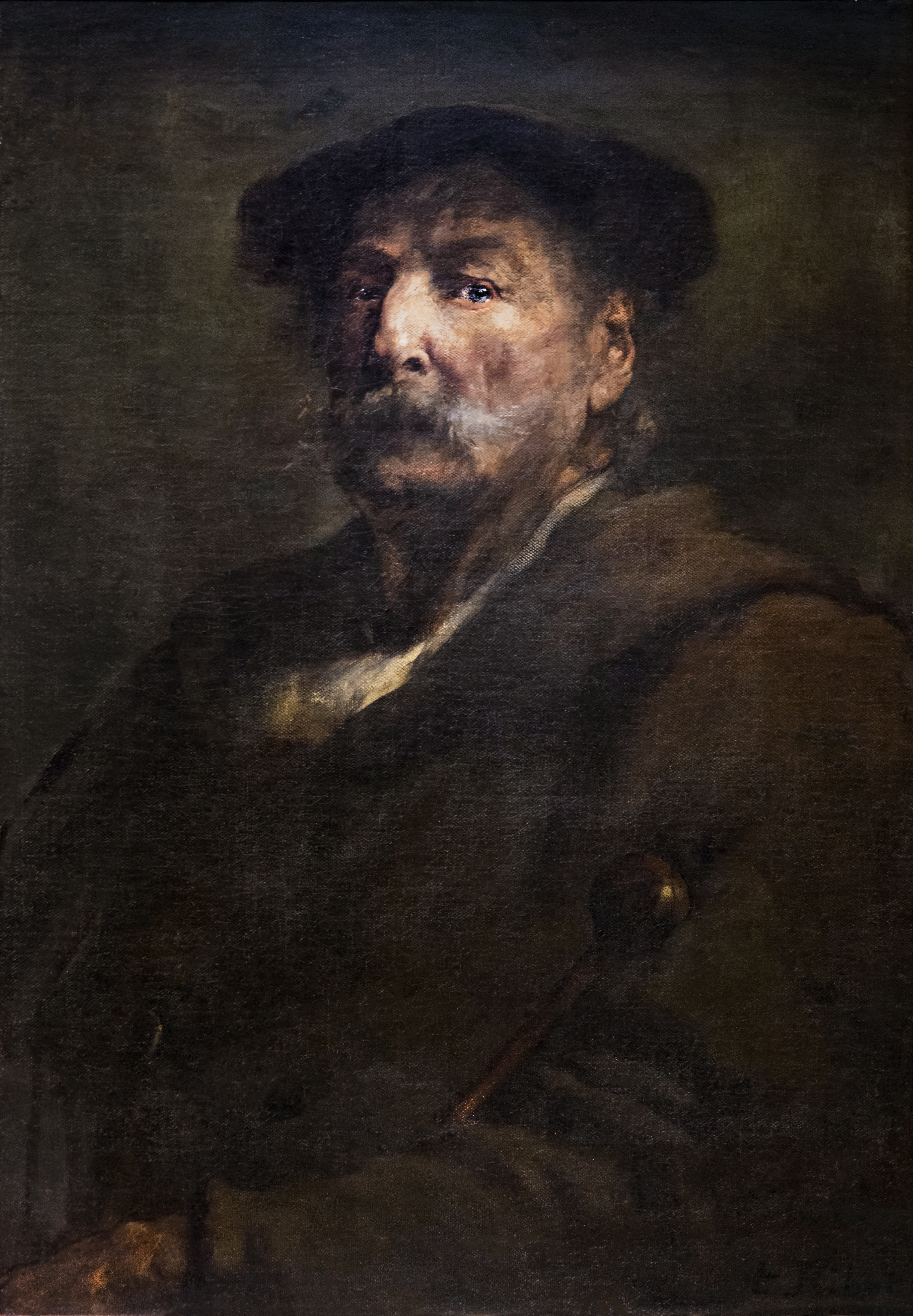
Autoportrait, 1887-1890, Paris, musée d'Orsay.
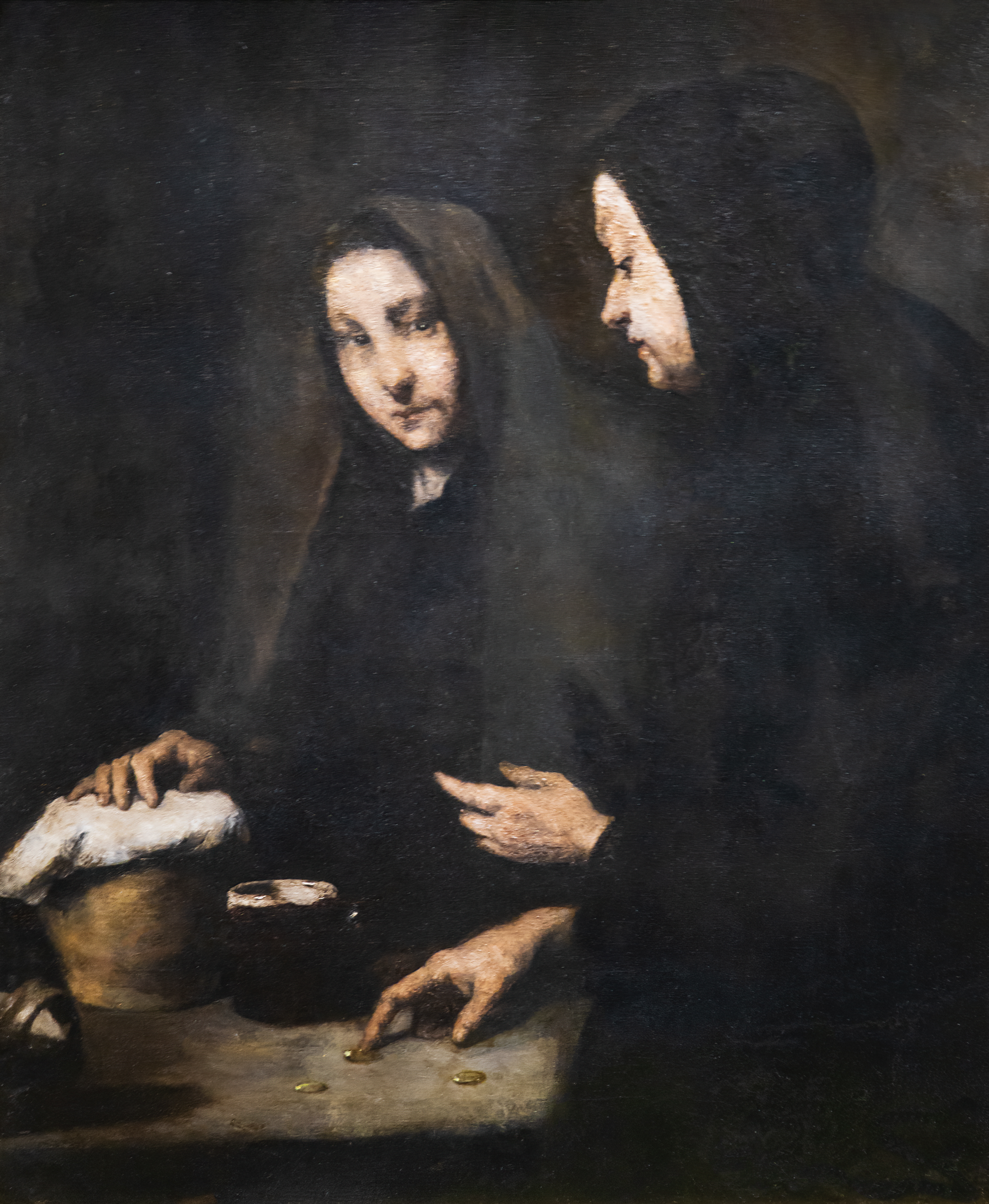
La Dépense, Courbevoie, Musée Roybet Fould.
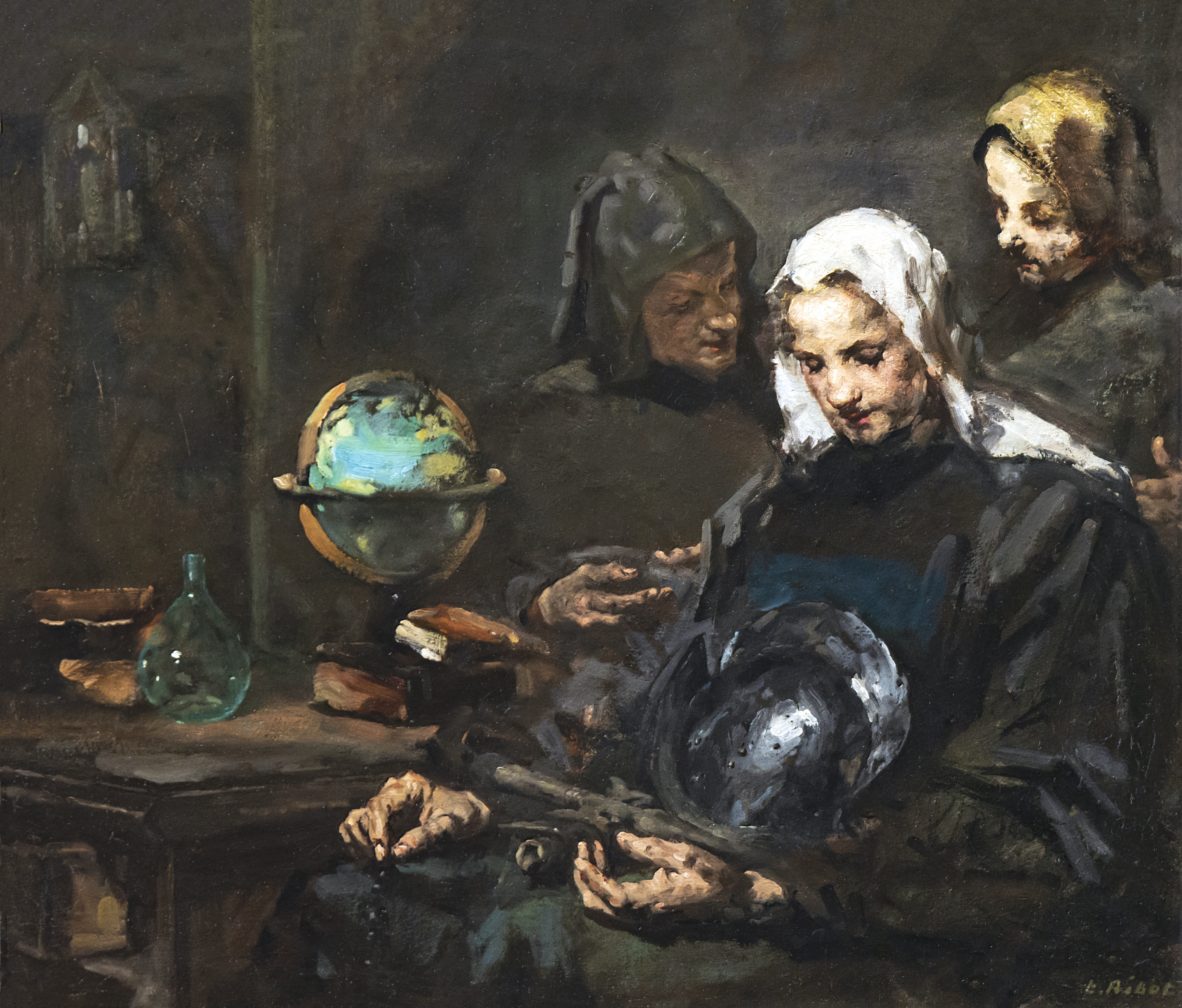
Chez l'Antiquaire, Paris, Petit Palais.
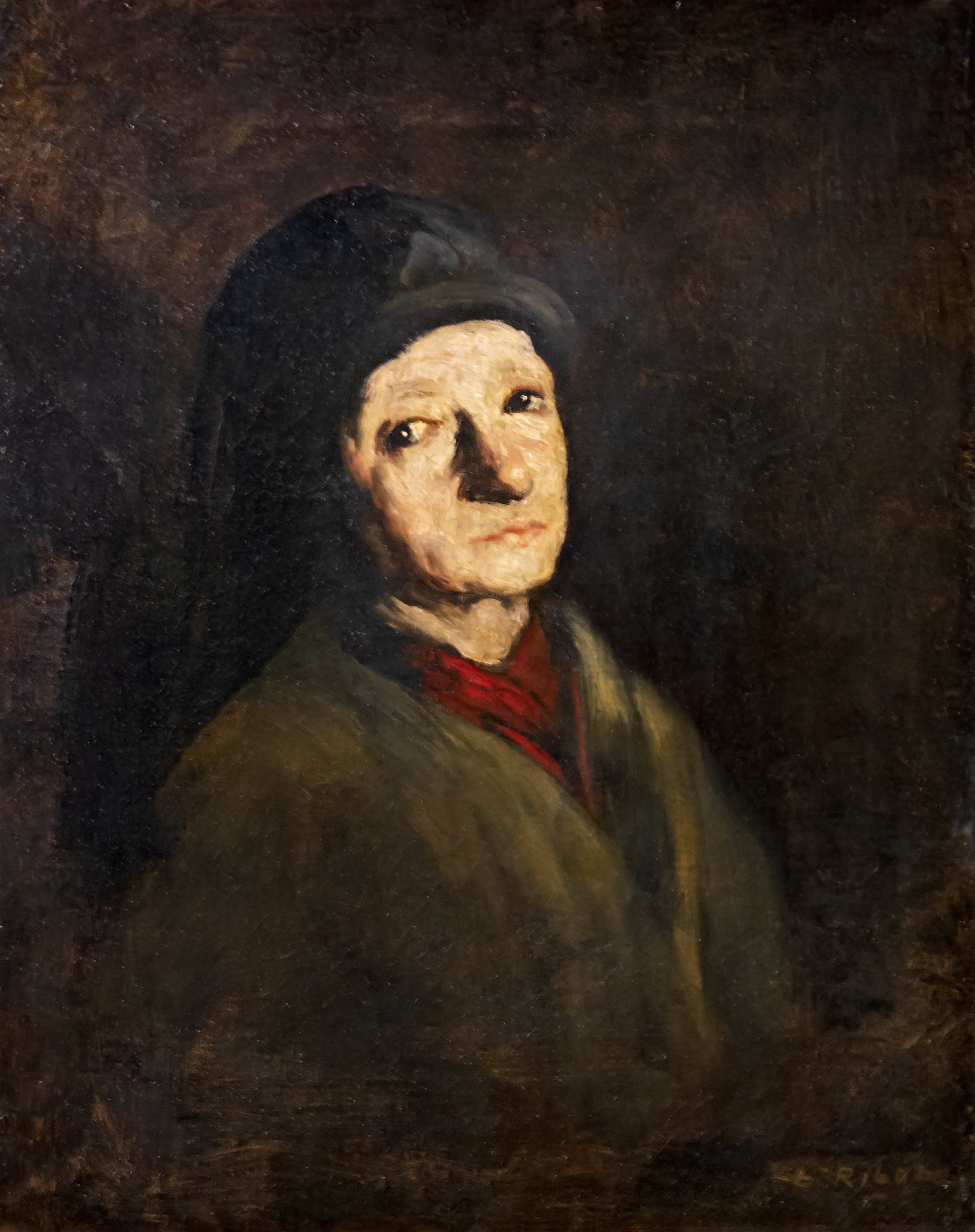
Portrait de la mère de l'artiste, Valence-sur-Baïse, abbaye de Flaran.
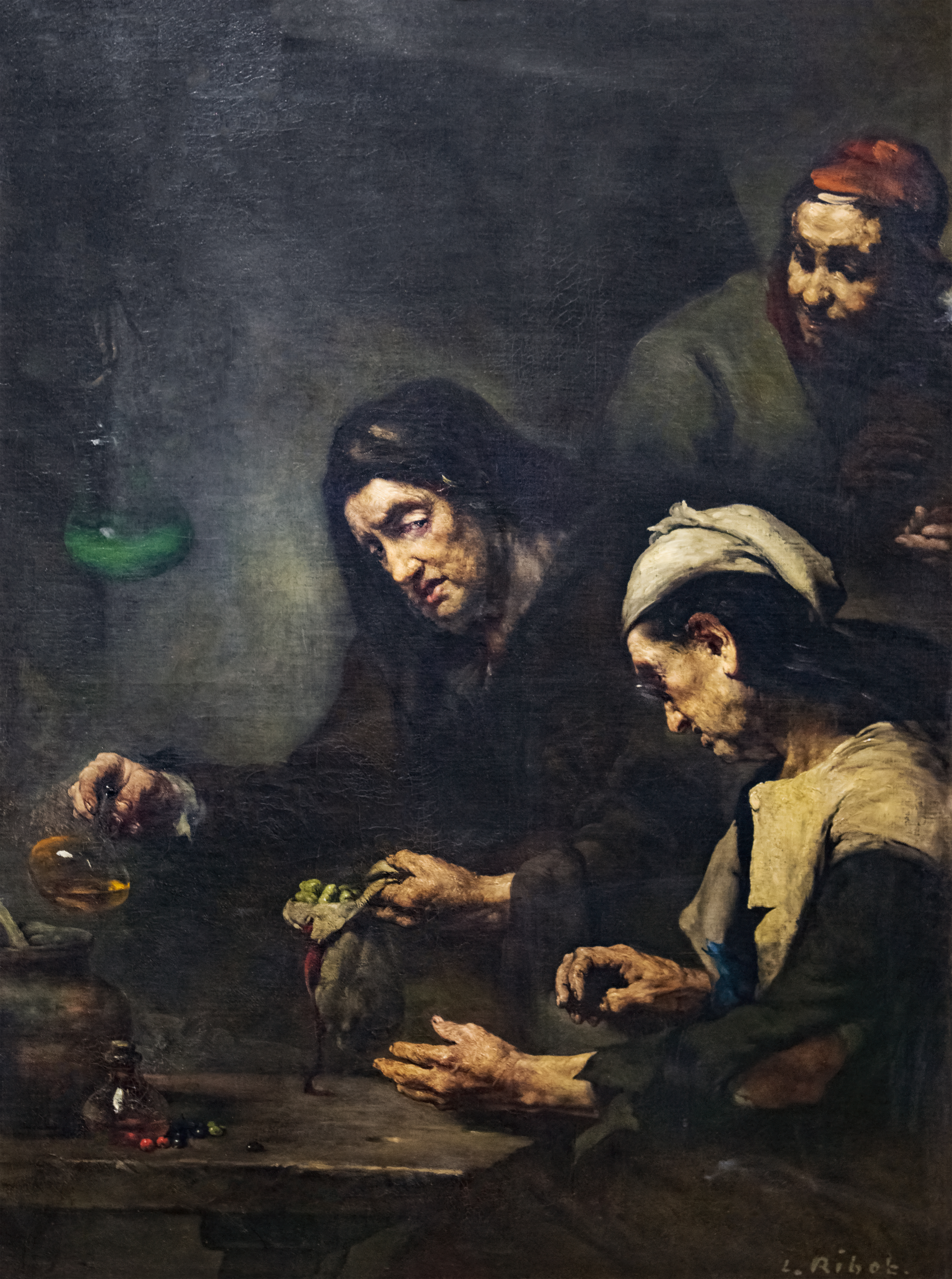
Les Empiriques, Valence-sur-Baïse, abbaye de Flaran.
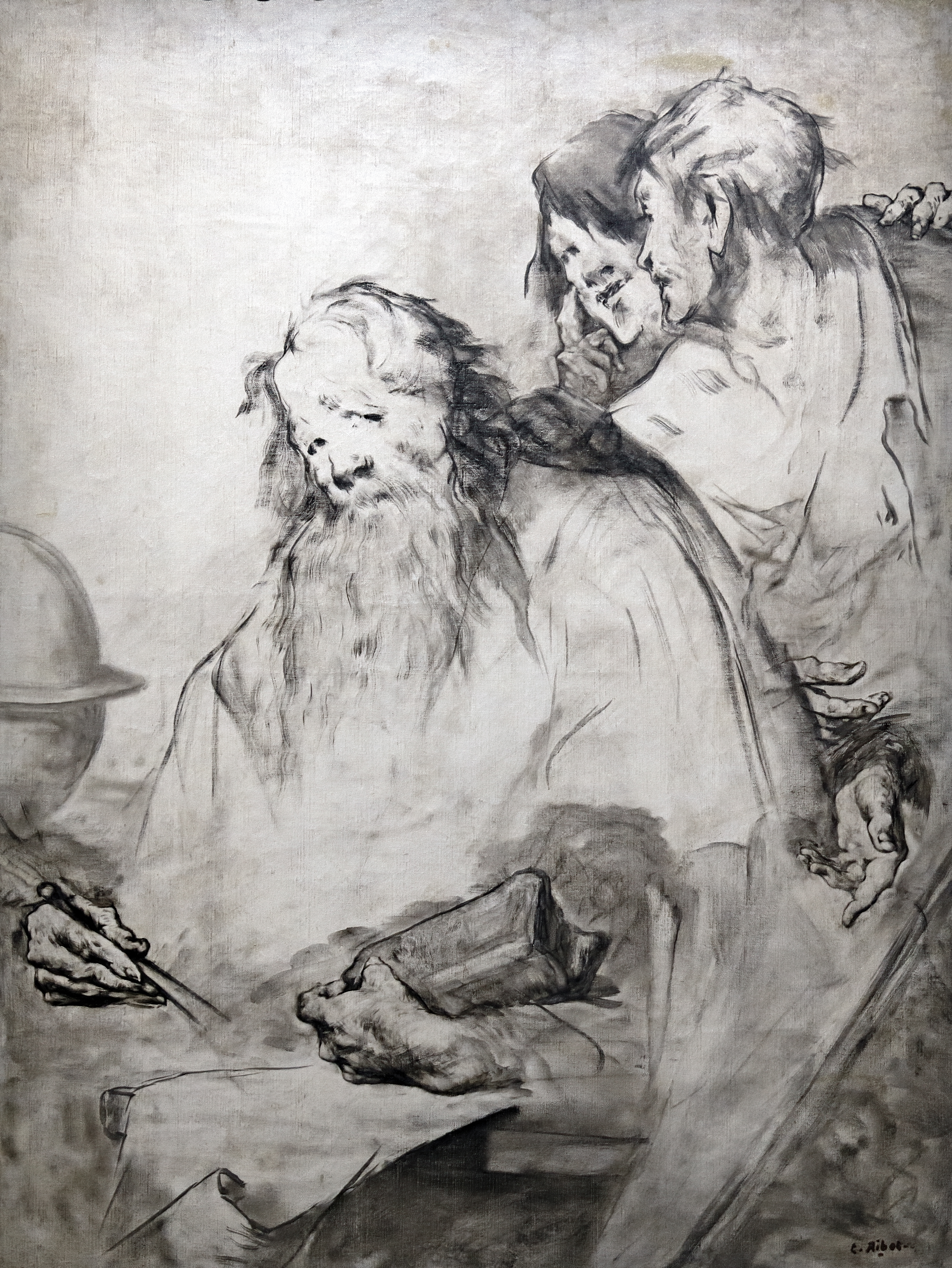
Héraclite, Amiens, musée de Picardie.
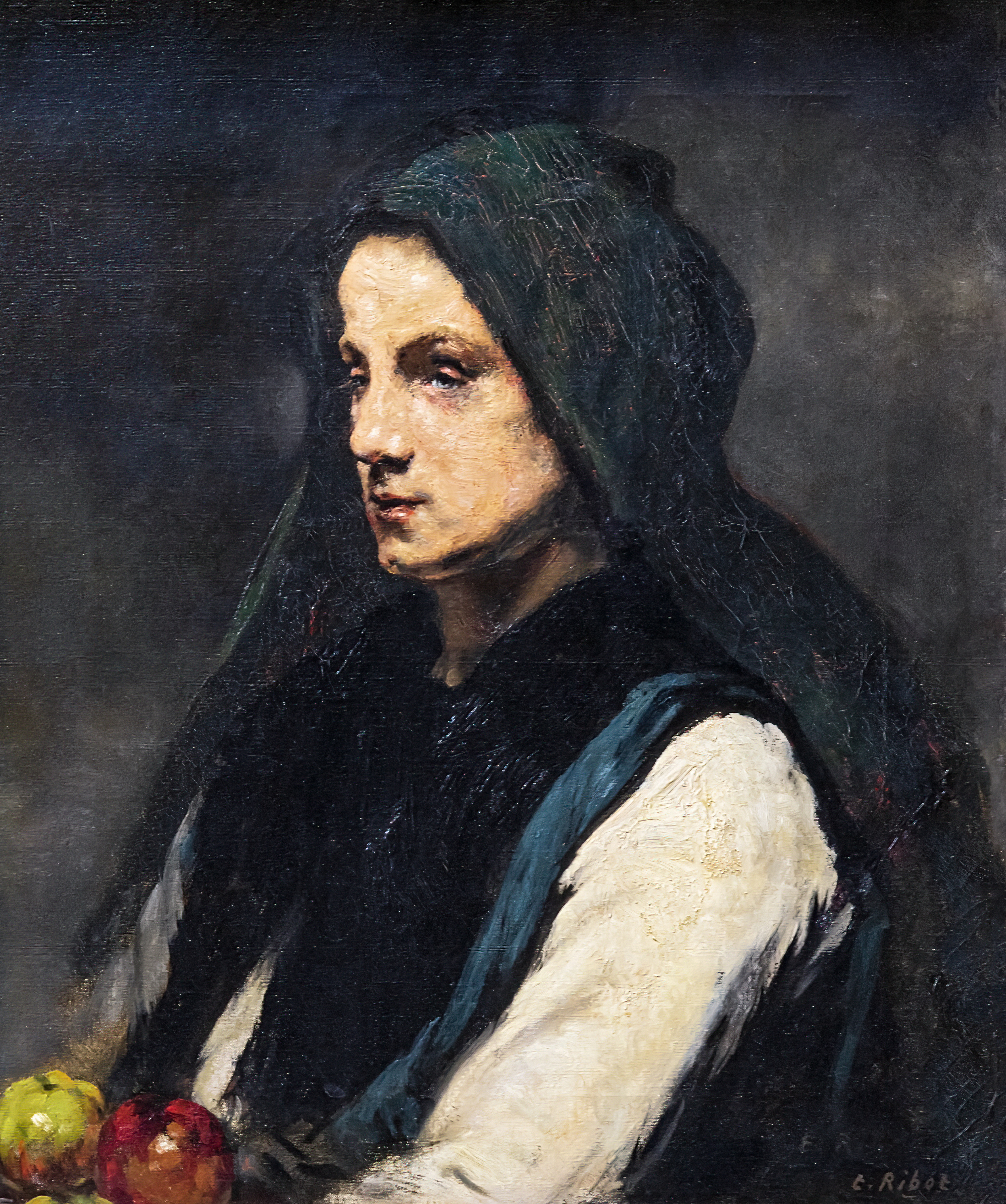
Tête de femme, musée des Beaux-Arts de Lyon.
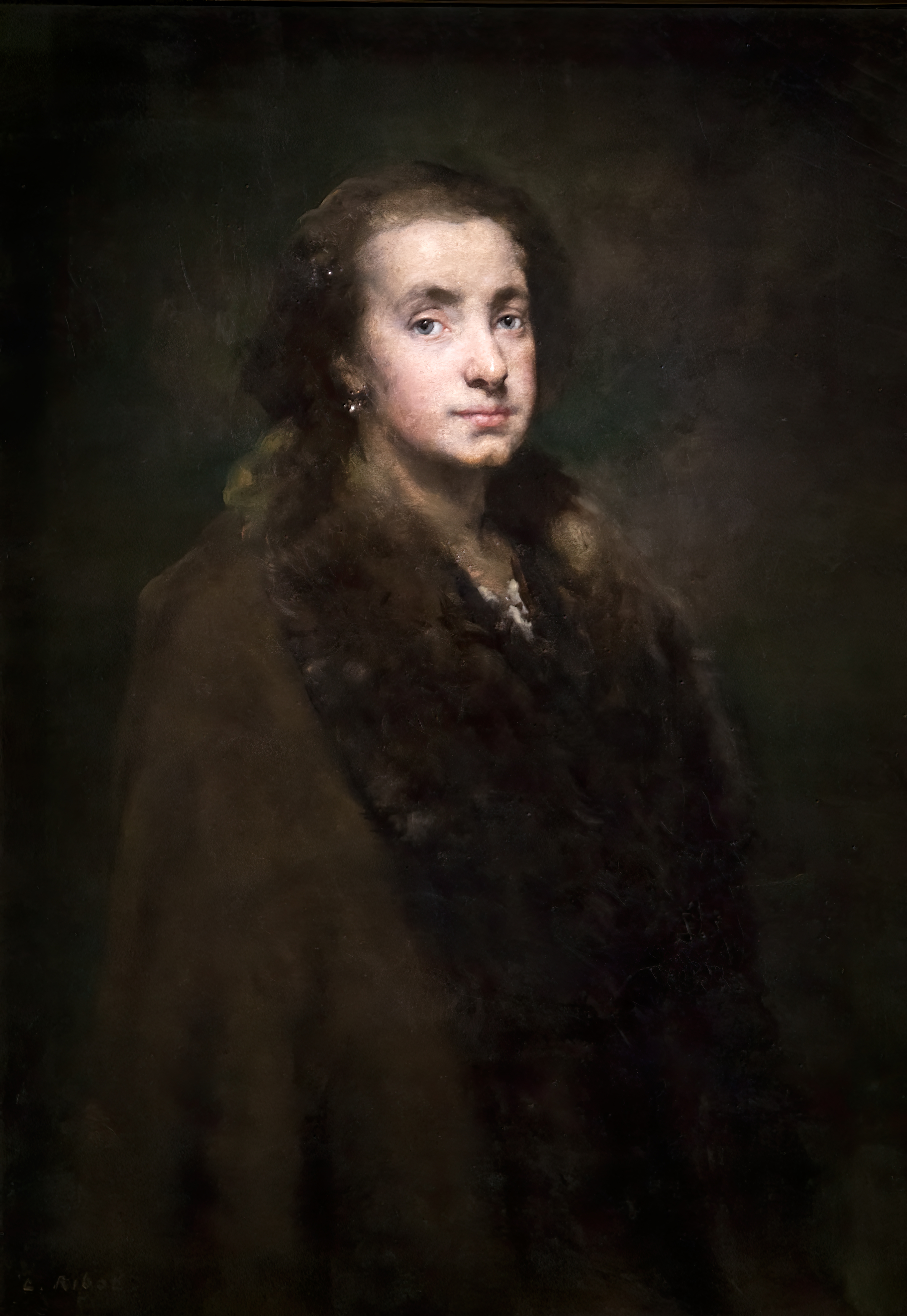
Portrait de ma fille, musée des Beaux-Arts de Reims.
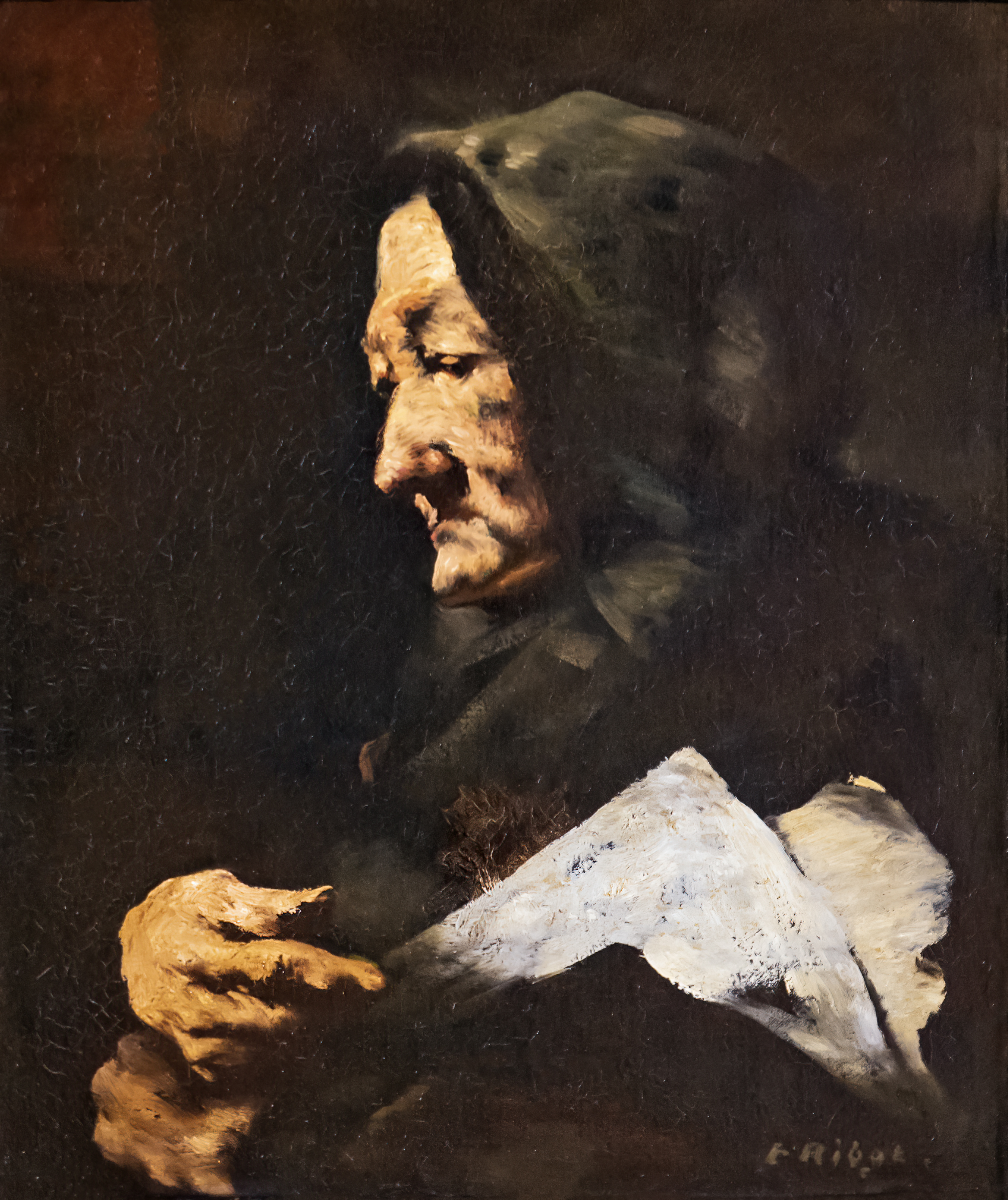
Les titres de famille, musée des Beaux-Arts de Reims.
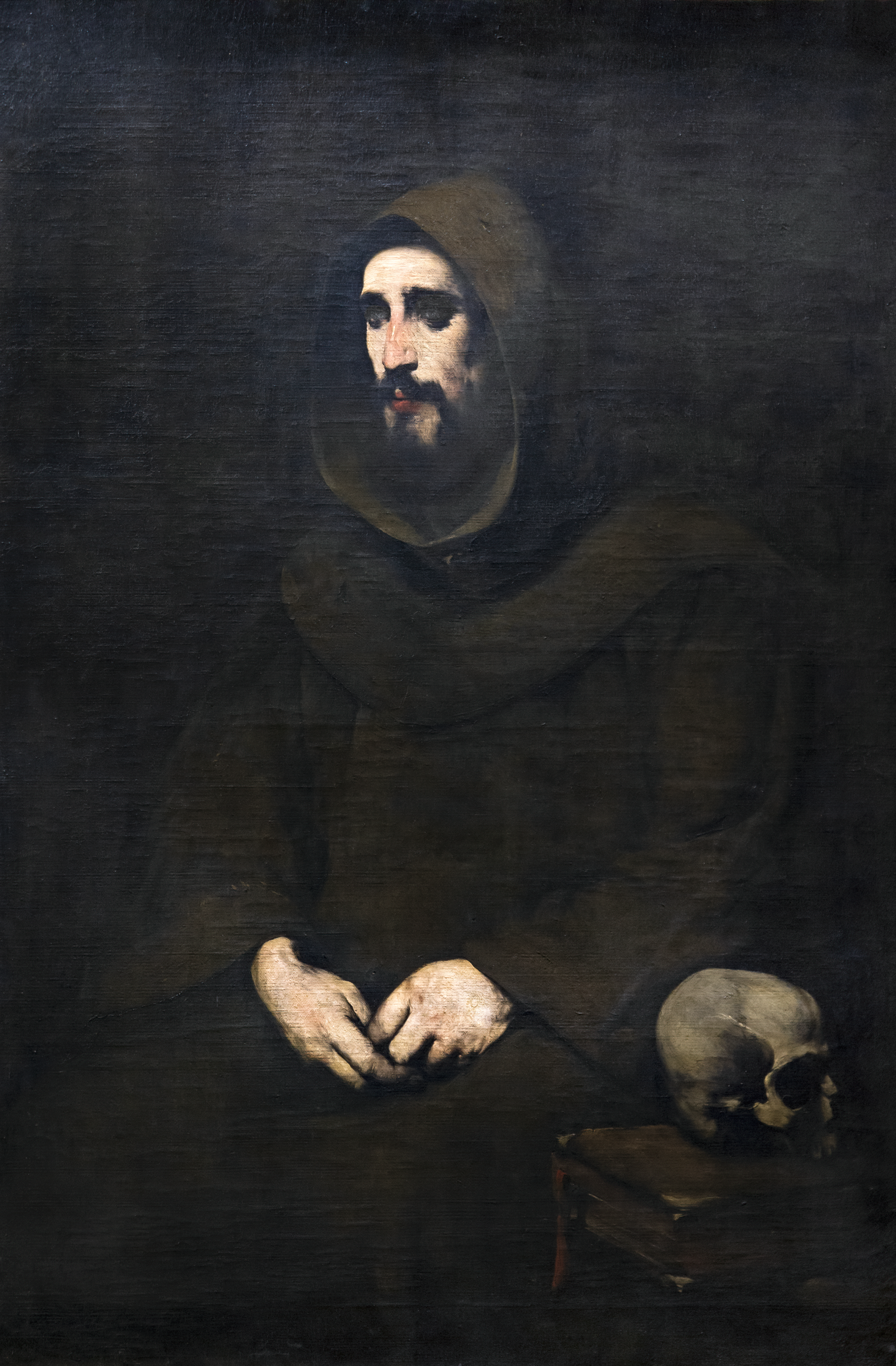
Moine en prière, 1872, Roubaix, La Piscine.
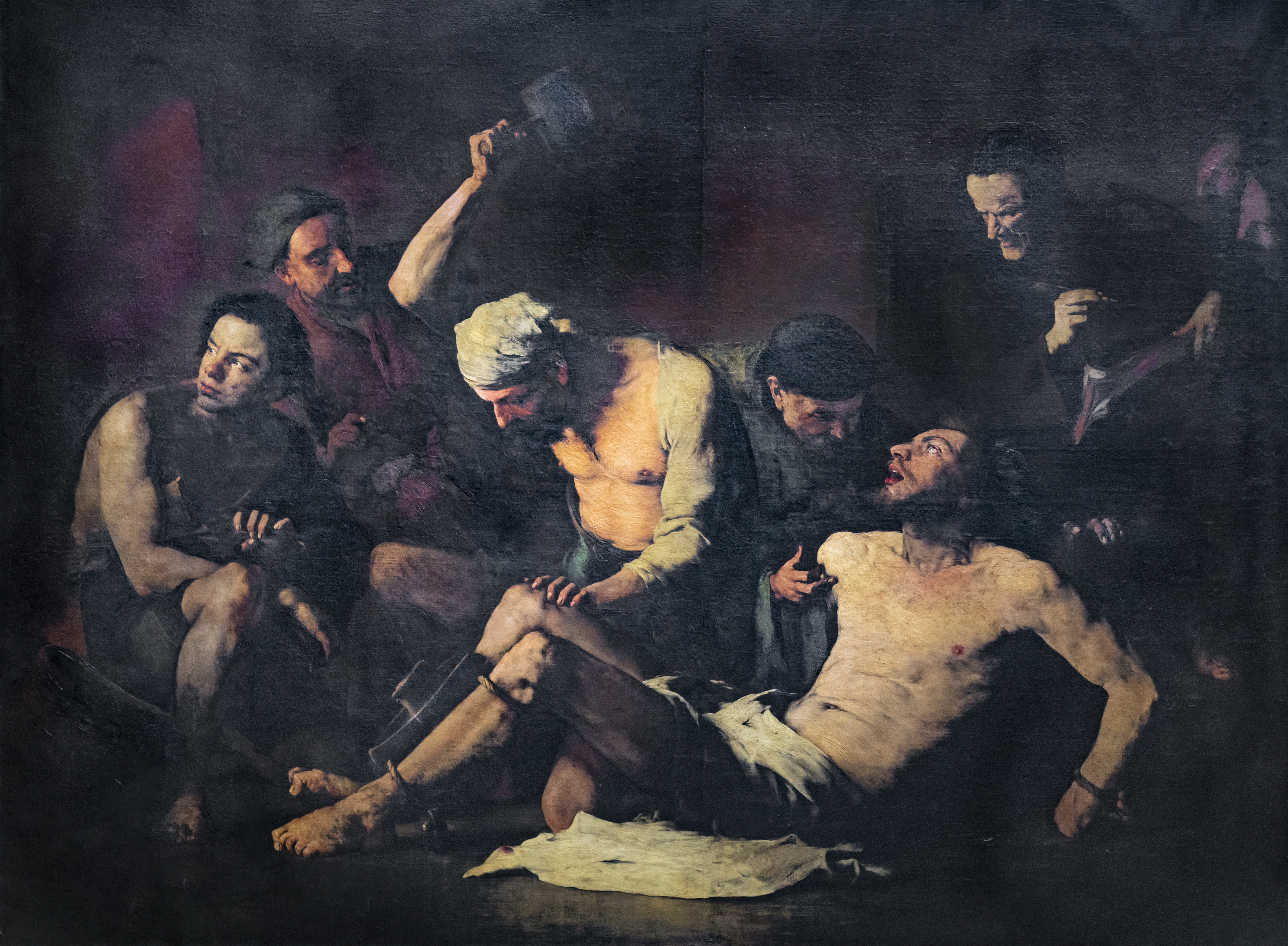
Le Supplices des coins, dit aussi Le Supplice d'Alonso, musée des Beaux-Arts de Rouen.
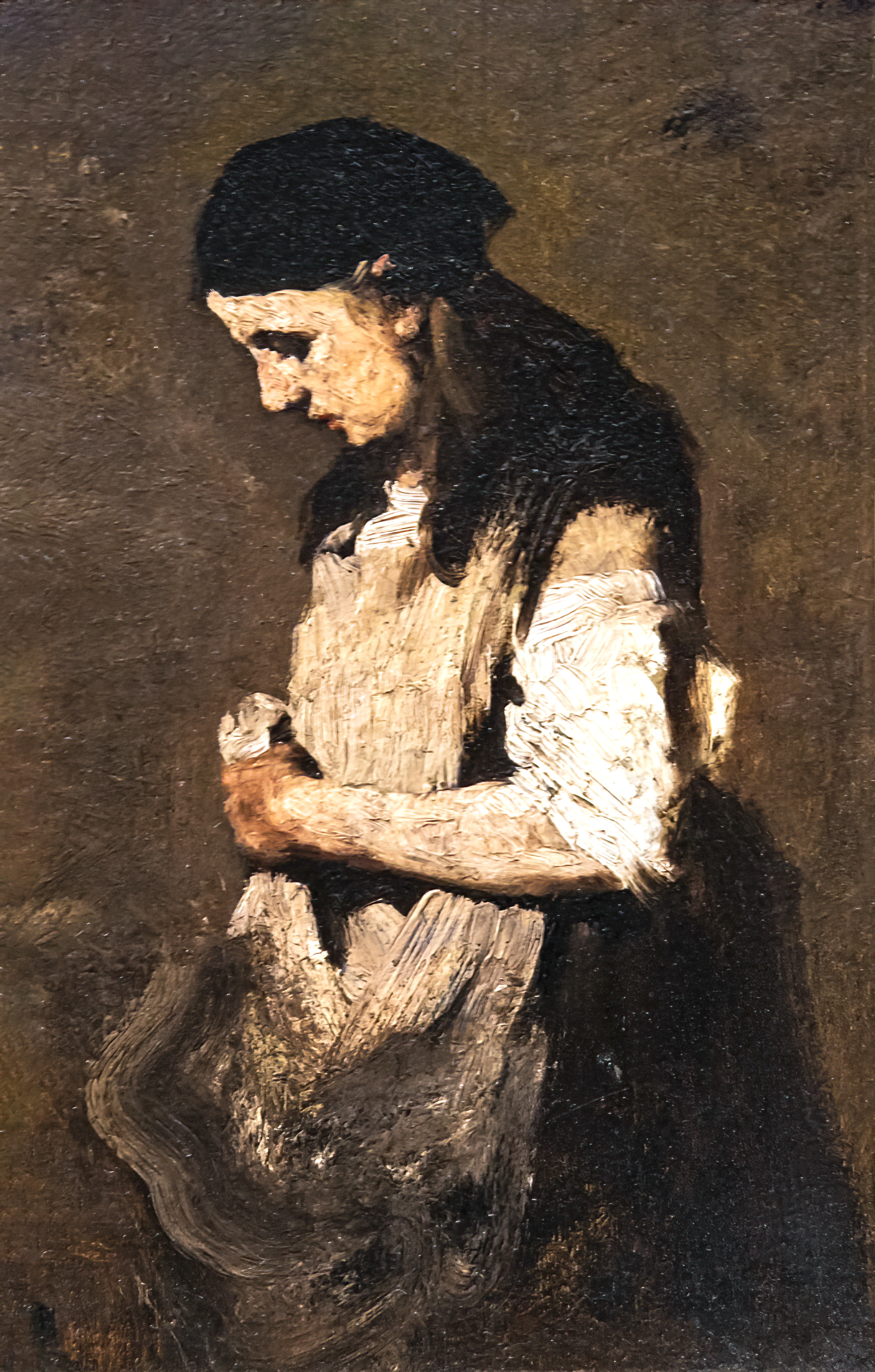
Étude de femme, Bayeux, musée d'Art et d'Histoire Baron-Gérard.
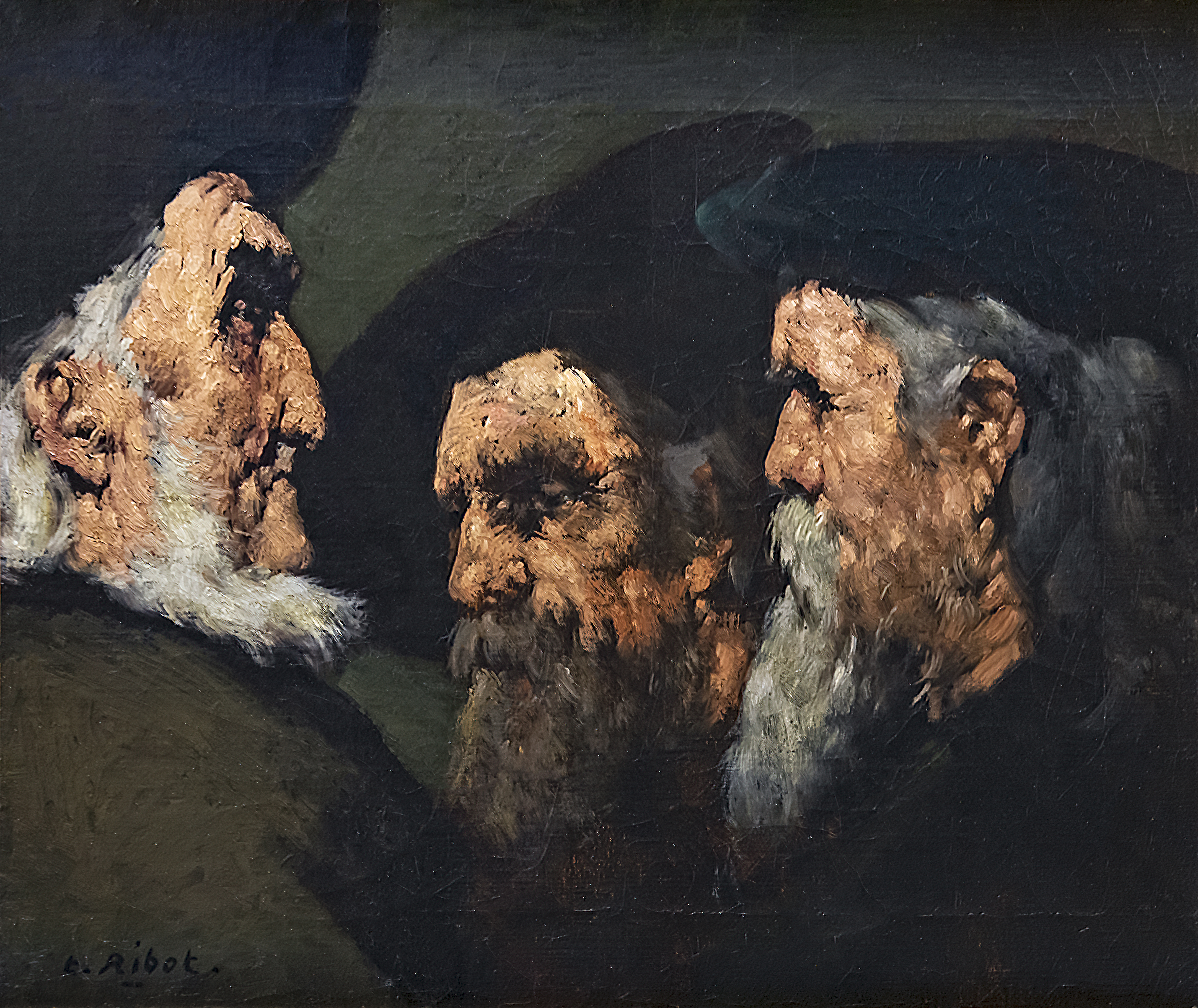
Trois vieux juifs, Saint-Quentin, musée Antoine-Lécuyer.
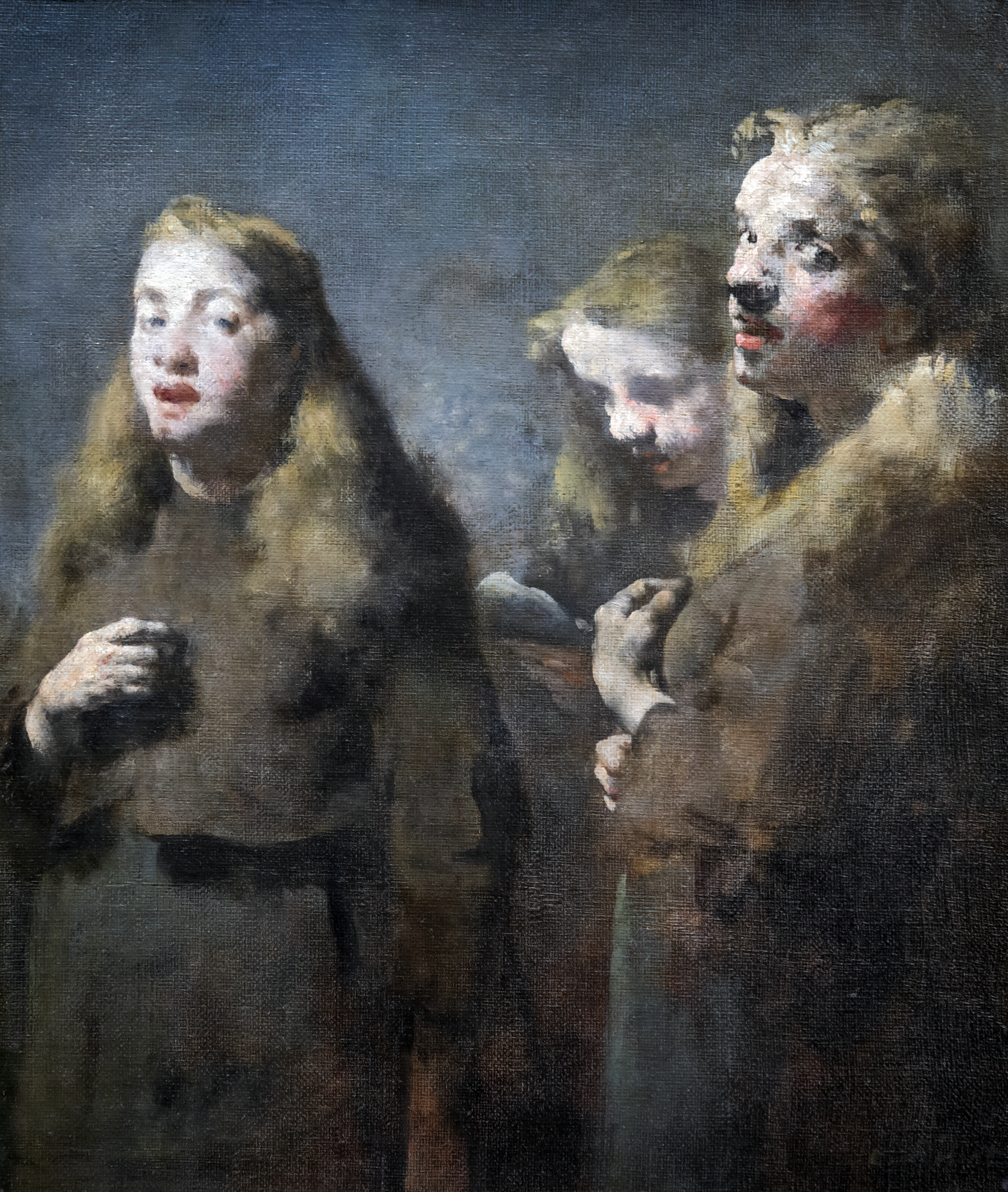
La Chorale, musée des Augustins de Toulouse.
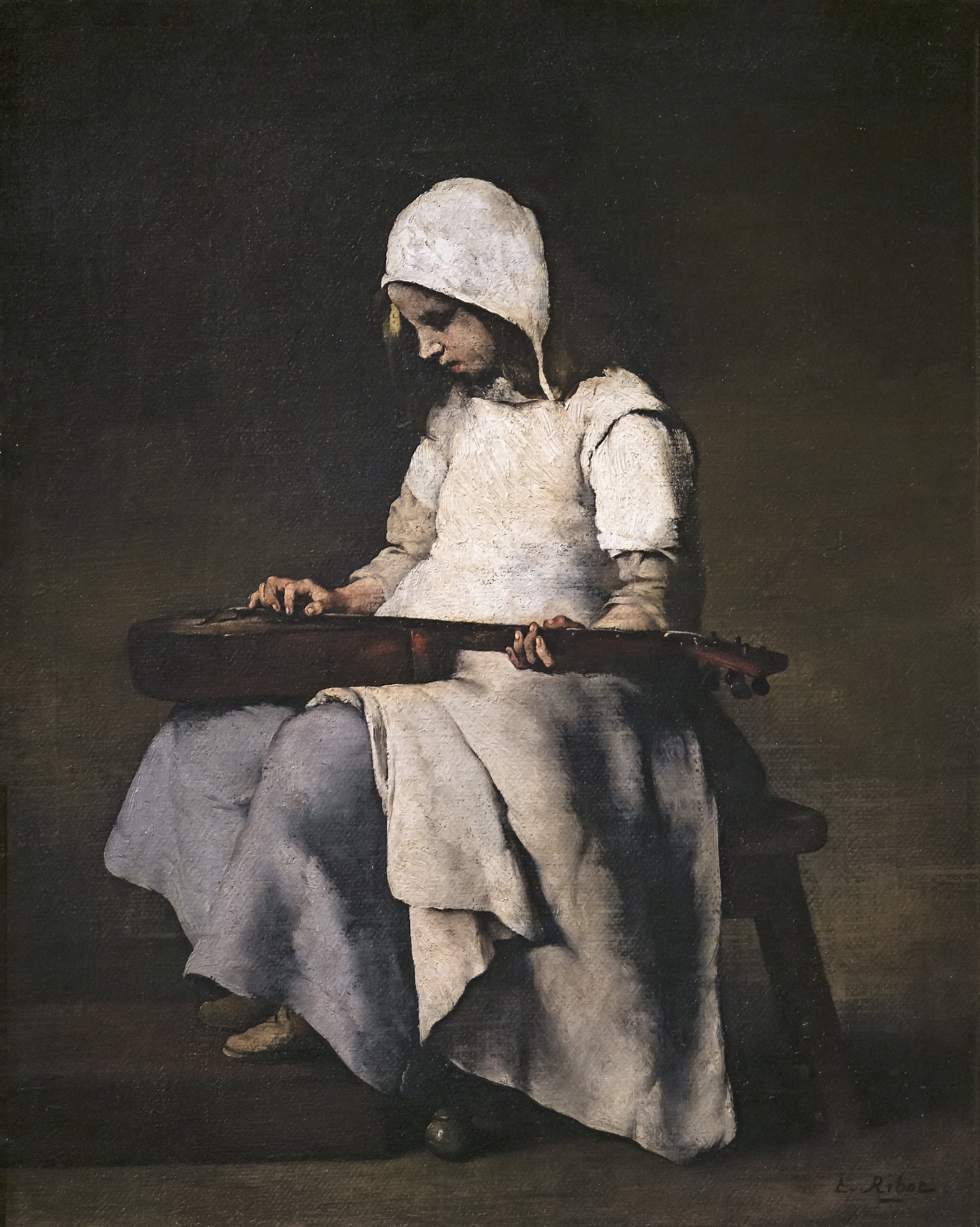
La Jeune Fille à la guitare, Troyes, musée Saint-Loup.
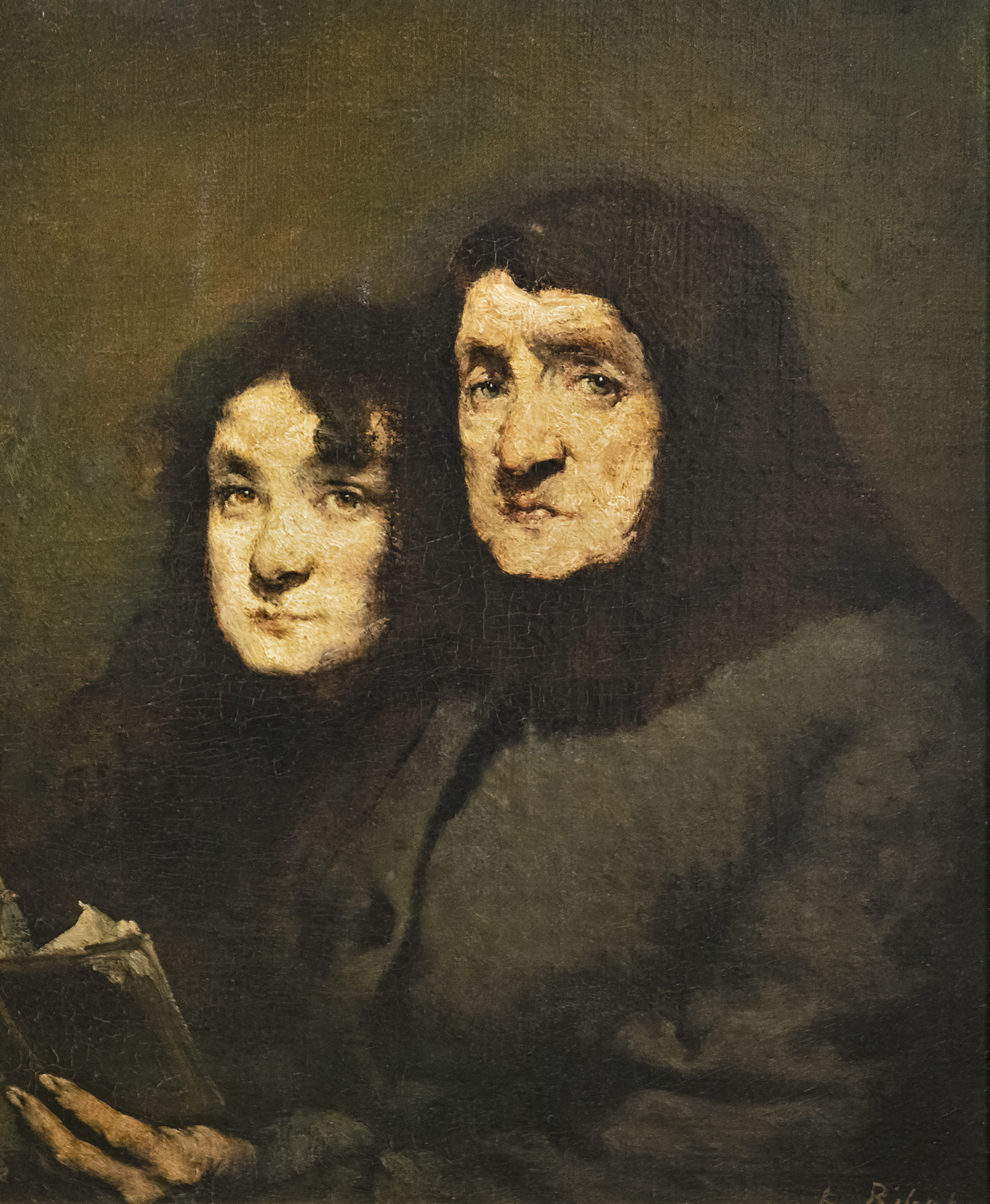
Mère et fille, Glasgow, Collection Burrell.
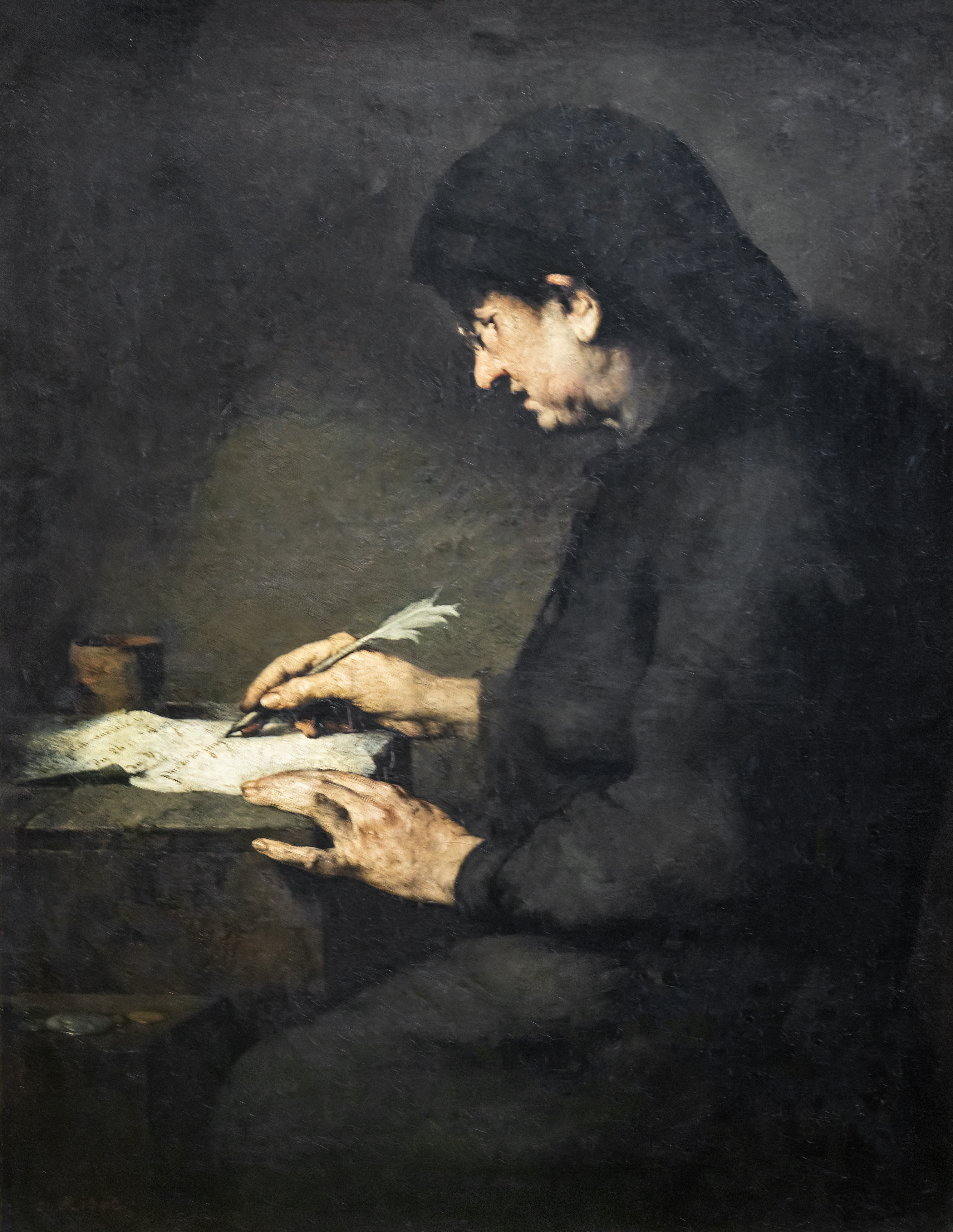
La Comptabilité, Glasgow, Collection Burrell.
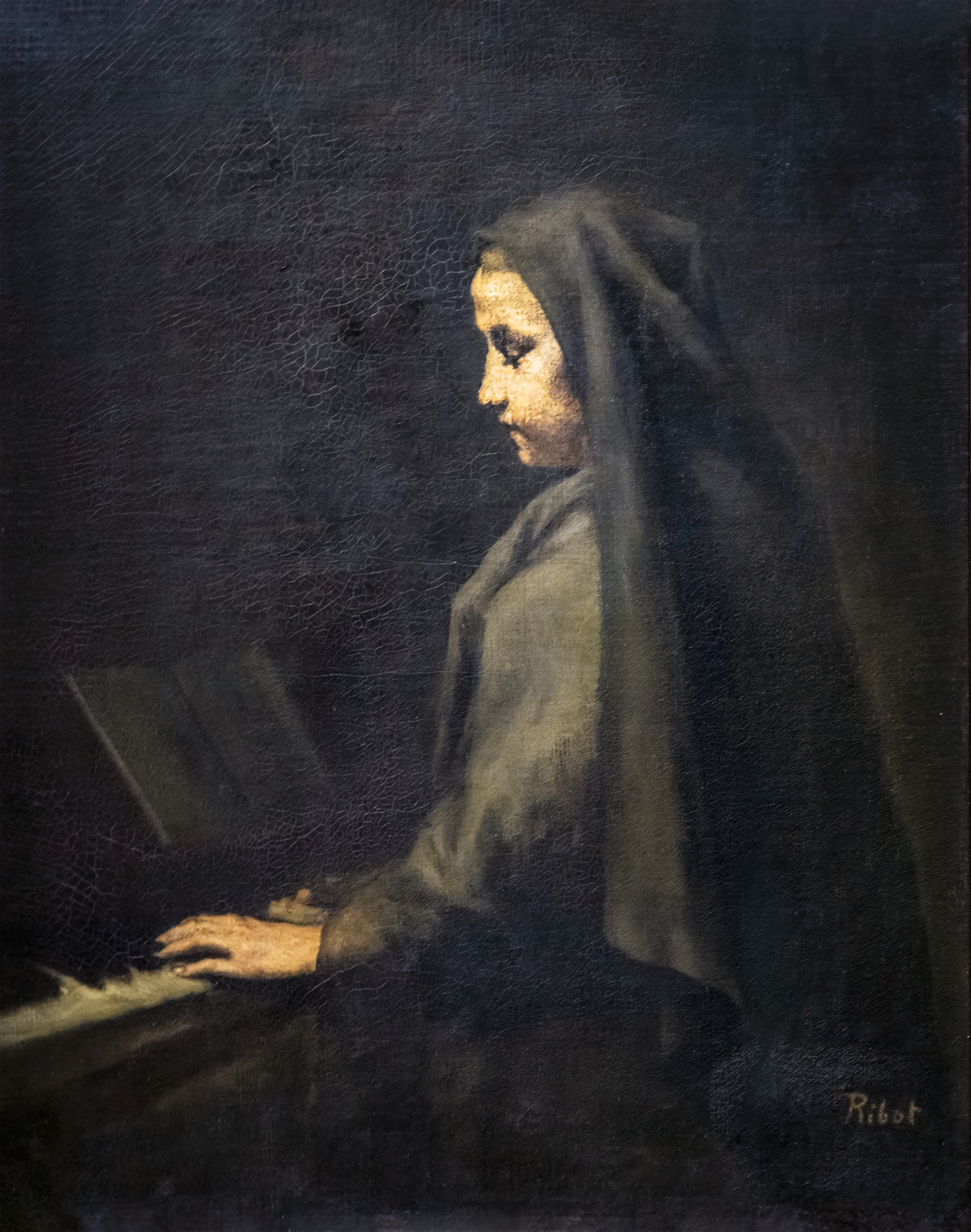
Femme au piano, Oxford, Ashmolean Museum.

- 1874 : La Lecture ; Une jeune fille.
- 1875 : Cabaret normand.
- 1876 : Loge de famille ; Portrait de Madame Gueymard-Lauters.
- 1877 : Bretonne de Plougastel ; Vieux Pêcheur de Trouville.
- 1878 : Ménagère relevant ses comptes ; Mère Morieu.

## Expositions
- Galerie de l'Art 1880
- Berheim jeune, 8 rue Laffitte Paris mai-juin 1887
- Berheim jeune, 8 rue Laffitte Paris juin-juillet 1890
- Son œuvre fait l'objet d'une exposition en 2021-2022 aux musées de Toulouse, Marseille et Caen[21].

## Hommages

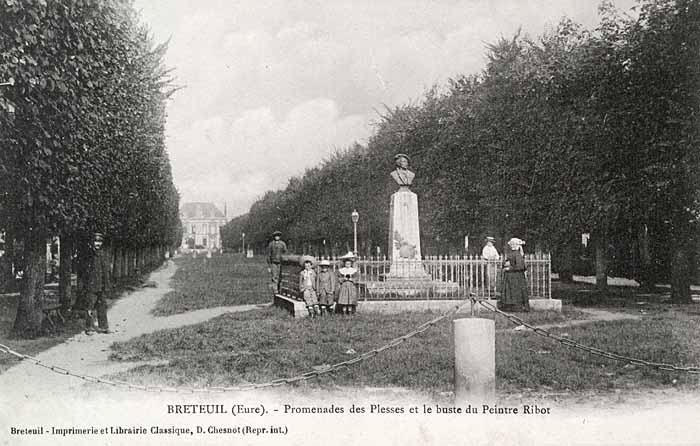
Louis-Émile Décorchemont, Monument à Théodule Ribot, 1893, Breteuil.

- Une rue de Paris porte son nom, dans le 17e arrondissement.
- Des rues portent son nom à Béziers, Colombes, Courbevoie, Digne-les-Bains, Rennes et Vesoul.
- Un monument sculpté en 1893 par Louis-Émile Décorchemont lui rend hommage à Breteuil. Le buste en bronze — envoyé à la fonte sous le régime de Vichy — a été recréé d'après le plâtre original et inauguré en 2000[22].